# Partido de Merlo
Merlo es uno de los 135 partidos de las ciudades que están adentro de la provincia argentina de Buenos Aires. Forma parte del aglomerado urbano conocido como Gran Buenos Aires o conurbano y está ubicado en la zona oeste. Su cabecera es la ciudad de Merlo y está integrado también por las ciudades de San Antonio de Padua, Parque San Martín, Libertad, Mariano Acosta, Agustín Ferrari y Pontevedra. Son en total 7 las localidades que conforman el partido.
El nombre del partido es en honor de Francisco de Merlo, un español miembro del Cabildo de Buenos Aires que había ido adquiriendo la mayor parte de las tierras del actual partido y que estableció su casco de estancia en el centro de la ciudad de Merlo. Posteriormente se funda el pueblo con el nombre de San Antonio del Camino a través de una Real Cédula con fecha del 31 de agosto de 1754, aunque el pueblo de Merlo toma como fecha de aniversario de la fundación el 28 de agosto de 1755. El Partido de Merlo fue creado el 25 de octubre de 1864 al dictarse la ley 422 de la Legislatura de la Provincia de Buenos Aires.

## Geografía

### Ubicación

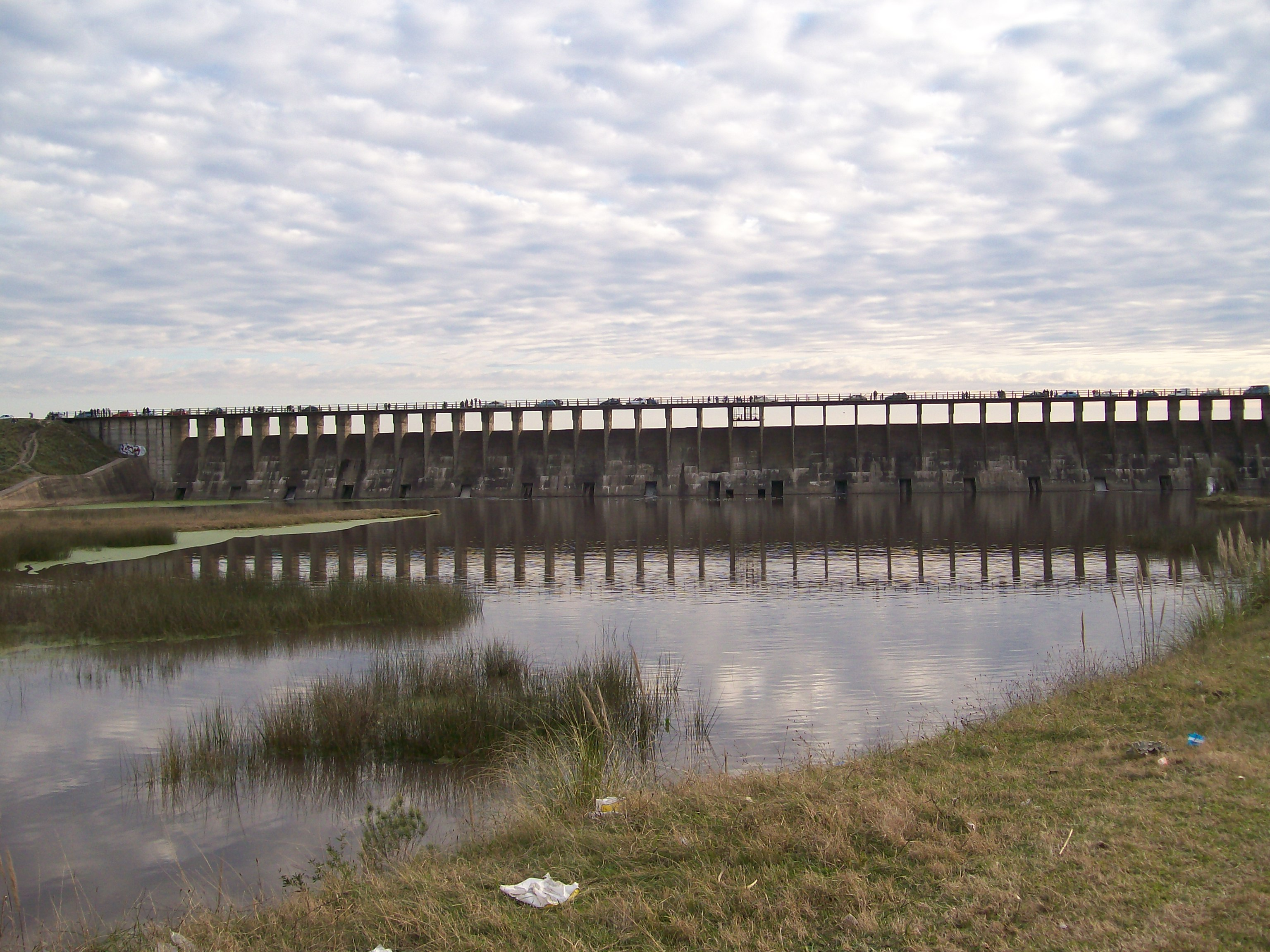
Dique Ingeniero Carlos Roggero Naciente del Río Reconquista en Merlo-Moreno

El partido limita al este con los partidos de Morón e Ituzaingó, al sur con La Matanza, al oeste con Marcos Paz y al norte con Moreno, General Rodríguez y el Río Reconquista.

### Sismicidad
La región responde a las subfallas «del río Paraná», y «del río de la Plata», y a la falla de «Punta del Este», con sismicidad baja; y su última expresión se produjo el 5 de junio de 1888 (137 años), a las 3.20 UTC-3, con una magnitud aproximadamente de 5,0 en la escala de Richter (terremoto del Río de la Plata de 1888).

### Hidrografía

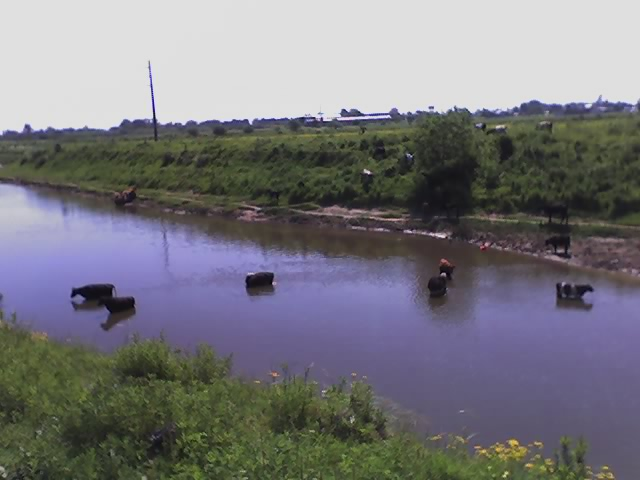
Ganado vacuno abrevando en el curso superior del Río Reconquista.

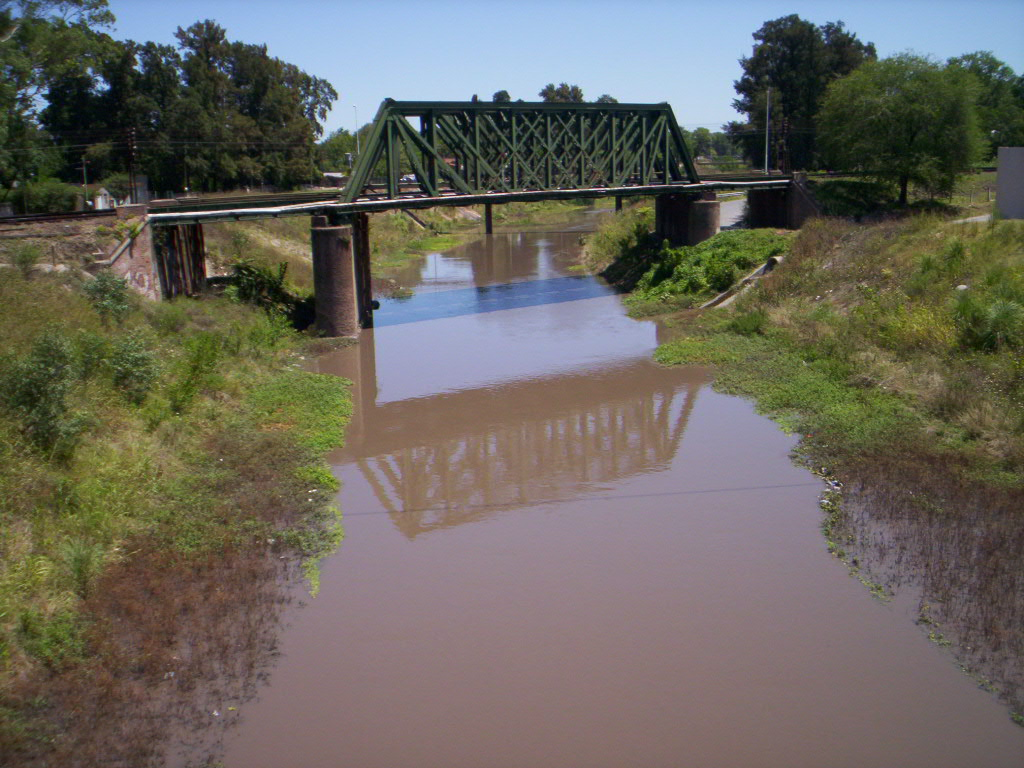
Puente ferroviario del FFCC. Sarmiento cruzando el Río Reconquista

Los arroyos y cursos de agua de Merlo tributan tanto a la Cuenca del Río Reconquista como a la Cuenca del Matanza.
En la naciente del Río Reconquista se encuentra el Dique Roggero, una presa de hormigón que se construyó entre 1967 y 1972. La presa contiene las aguas del embalse Lago San Francisco que tiene una extensión de 260 ha; de las cuales 50 que pertenecen al partido de Merlo, otras 120 al del partido de Moreno junto con la represa, unas 50 al partido de General Rodríguez y las 30 restantes al partido de Marcos Paz.
La laguna del dique se forma a través de tres canales que desembocan allí. A partir de las compuertas, nace el río Reconquista de 6 m de ancho y un largo de 45 km, desembocando en el río Luján y este en el Río de la Plata.
El río Reconquista es el límite entre Merlo y Moreno y sus afluentes son los arroyos Laferrere, Bustillo, Torres, Granaderos, Cañada del Molino, Salguero, Saladero Grande y Saladero Chico. 
A la cuenca del río Matanza tributan los arroyos Las Víboras, Arroyo del Pantano Grande, Cañada del Bajo Hondo y Cañada 11 de Octubre.
Arroyos como el Torres, que atraviesa la densamente poblada ciudad de Parque San Martín, se han convertido en vertederos de aguas negras de los vecinos que no poseen servicios cloacales. 
En los años 1985 y 2000 el partido sufrió las dos últimas grandes inundaciones por lo que las autoridades se vieron obligadas a evacuar gran parte de su territorio que se vieron totalmente anegados.
El arroyo Saladero —que pasa por debajo de Merlo Centro— han provocado que las calles del centro de Merlo se anegaran ante las primeras lluvias. Con la construcción del canal aliviador Gobernador Dorrego, este problema ha sido prácticamente solucionado al permitir que las aguas pluviales puedan ser rápidamente escurridas. La administración Othacehé ha iniciado una nueva obra hidráulica para solucionar, esta vez, las inundaciones producidas por el arroyo Saladero Chico. Otra obra similar se encuentra en curso para el arroyo Torres.

## Historia

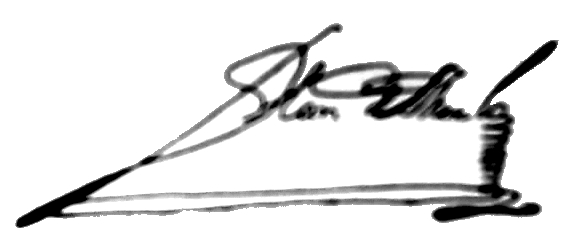
Firma de Don Francisco de Merlo.

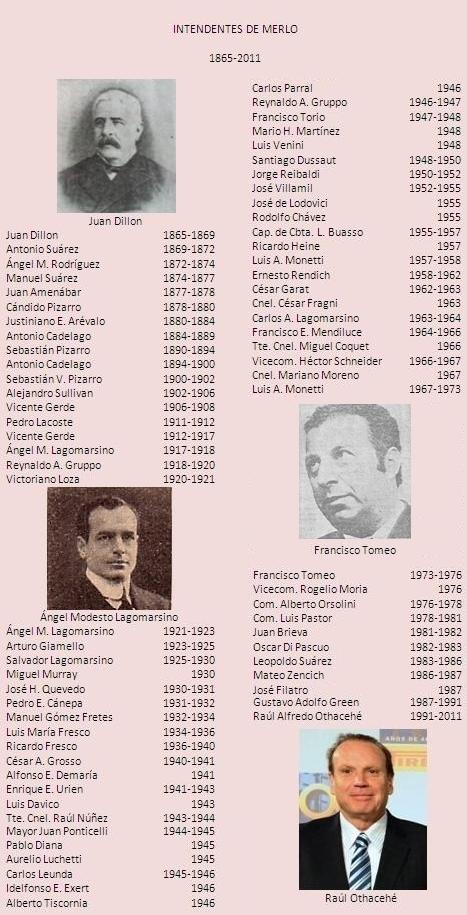
Intendentes de Merlo

El Partido de Merlo fue creado el 25 de octubre de 1864 al dictarse la ley 422 de la Legislatura de la Provincia de Buenos Aires, aunque comúnmente el origen del distrito se remonta a la Villa San Antonio del Camino fundada por Francisco de Merlo el 28 de agosto de 1755. 
Juan Dillon fue el segundo fundador del pueblo de Merlo y artífice de la creación del Partido de Merlo. Dillon, con la ayuda del ingeniero Pedro Benoit, transformó el pequeño caserío de Francisco de Merlo en un pueblo moderno con calles, estación de trenes, escuela primaria, correo y cementerio. Además, Dillon se propuso crear el Partido de Merlo como una escisión del Partido de Morón y para ello contó con la colaboración de los comerciantes y empresarios Manuel Rodríguez Fragio, Fernando Pearson y Henry Wyatt Smith con los que conformó la Comisión de Fomento del Pueblo de Merlo que consiguió la creación del Partido de Merlo en 1864.

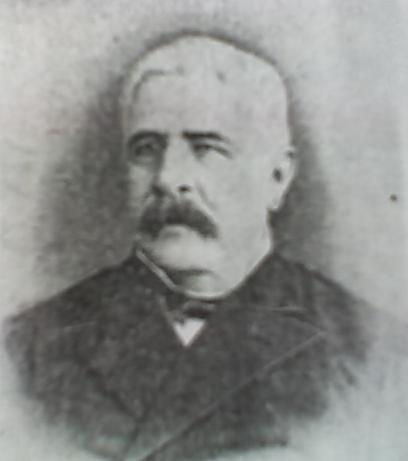
Juan Dillon, presidente de la Comisión de Fomento del Pueblo de Merlo y primer jefe comunal.
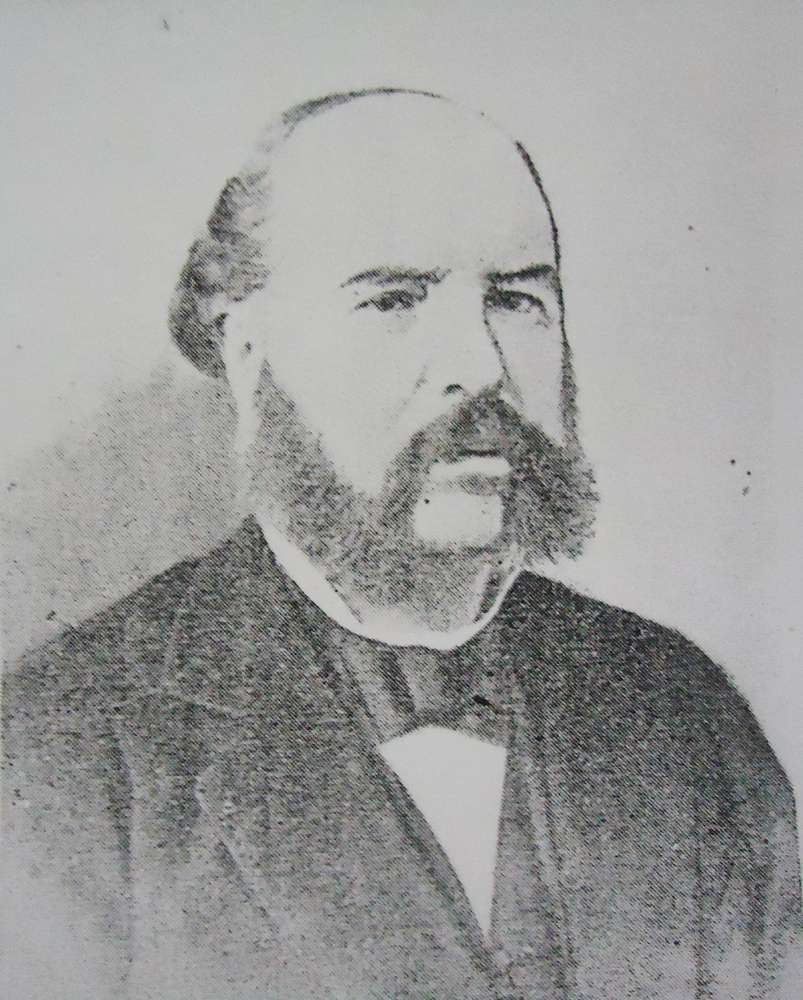
Fernando Pearson, miembro de la Comisión de Fomento.
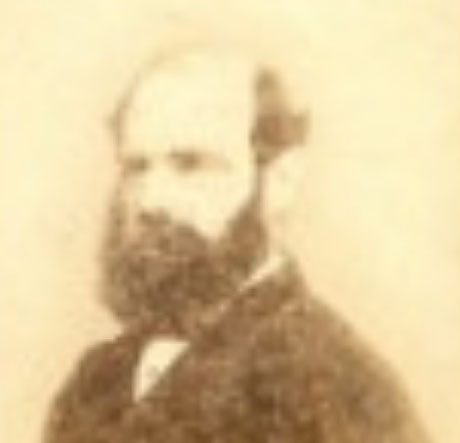
Henry Wyatt Smith, miembro de la Comisión de Fomento.
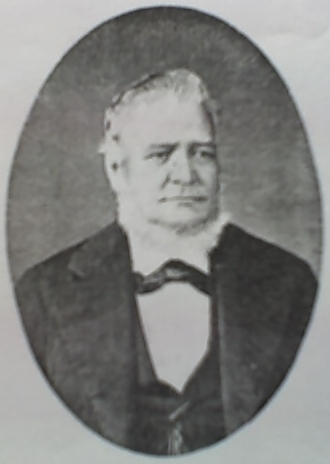
Manuel Rodríguez Fragio, miembro de la Comisión de Fomento.

### Ferrocarril del Oeste
El gobierno nacional el 25 de febrero de 1854 firmó la concesión de un ferrocarril hacia el oeste a favor de una Sociedad Argentina, con capitales totalmente argentinos. El ferrocarril se denominaría “Camino de Hierro de Buenos Aires al Oeste”.
La obra se inició y el 29 de agosto de 1857 llegó a Floresta completando el primer tramo. En septiembre de 1858 a Ramos Mejía. En febrero de 1859 a Morón y en febrero de 1860 a Moreno.
Por Merlo pasó por fines del año 1859. El 11 de diciembre se inauguró la estación. Era una construcción de tipo rancho. 
El tren era en sus primeros tiempos arrastrado por una locomotora usada anteriormente en Europa que recibió el nuevo nombre de Porteña. La trocha era ancha (1,676 m). Había una sola vía.
La continua expansión hizo necesario que la empresa solicitara del gobierno aportes que en un momento determinado no pudo devolver y es así que pasa a poder de la Provincia que toma posesión el 26 de diciembre de 1862.
En 1870 se construye un ramal que partiendo desde Merlo se dirigía a Lobos. La primera estación fue la de Marcos Paz inaugurada el 24 de diciembre de 1870, luego le seguirían otras, Las Heras, Zapiola, Lobos y más tarde otras intermedias como Gral. Hornos en 1873.
En el año 1874 se aprueba una Ley que entre otras cosas resuelve construir una doble vía entre Once-Moreno y cambiar los rieles del ramal Merlo-Lobos por otras más resistentes. Para lo Primero se destinan pesos papel o pesos corrientes 13.800.000 y para lo segundo 16.851.866.
Para el ramal Merlo-Lobos se habían encargado máquinas Morning-Wardle que resultaron defectuosas y coches Fidler-Patent que eran igualmente malos. Corrían en esos tiempos dos trenes de ida y dos de vuelta con trasbordo en Merlo.

### SigloXX
A partir de la segunda mitad del siglo XX Merlo sufre una radical transformación con la llegada de una masiva inmigración de personas provenientes del interior del país que dieron origen al Gran Buenos Aires.
Con el regreso de la democracia al país. En 1983 se eligen autoridades municipales. Es elegido intendente Leopoldo Alberto Suárez del Partido Justicialista. En 1987 Es elegido como Intendente nuevamente por el Partido Justicialista Gustavo Adolfo Green.
En 1991 es elegido intendente Raúl Alfredo Othacehé del Partido Justicialista, quien gobernó Merlo durante 24 años consecutivos. Fue reelegido en 1995 - 1999 - 2003 - 2007 y 2011. En 2015 perdió la interna local frente a Gustavo Menéndez de la agrupación Grande Merlo. Conformaba junto a otros intendentes del conurbano bonaerense los denominados Barones del Conurbano. 
Desde 2021 el municipio es gobernado por la Sra. Intendenta Karina Menéndez

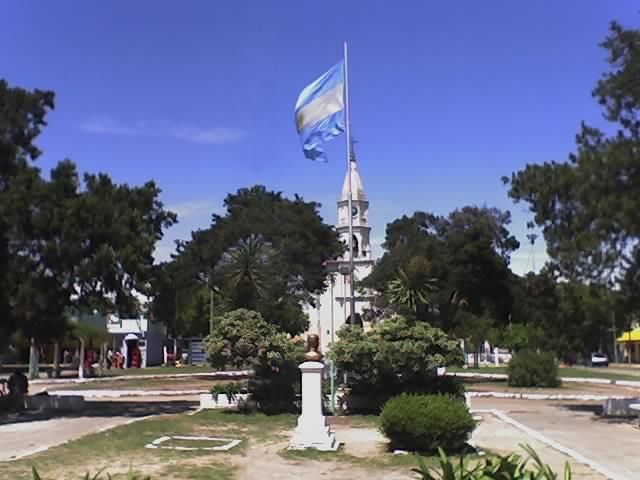
Casco histórico.

## Localidades

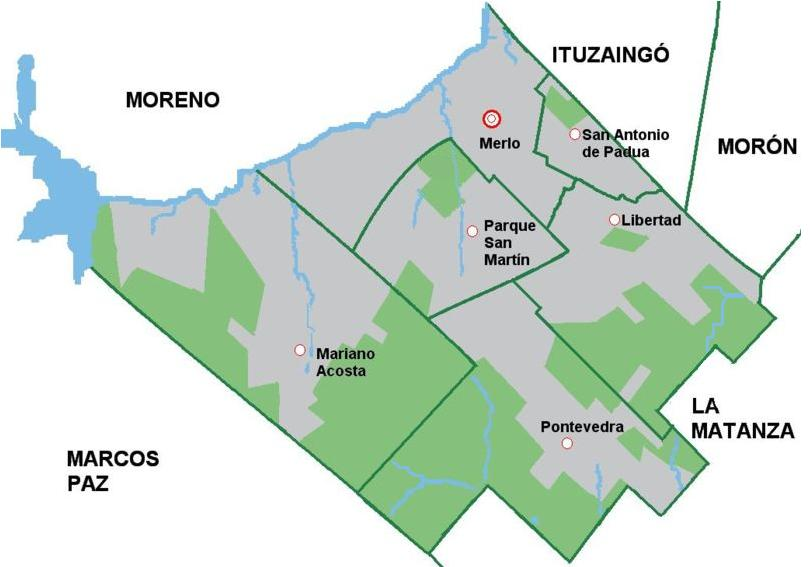
Mapa de las localidades

El partido de Merlo está constituido por seis localidades:
- Merlo, cabecera del Partido
- San Antonio de Padua
- Libertad
- Mariano Acosta
- Parque San Martín
- Pontevedra

## Demografía
Según los resultados definitivos del censo de 2022 la población del partido alcanza los 582.486 habitantes.
| Población | 2.469 | 3.595   | 6.990   | 19.865   | 100.146  | 188.868 | 292.587 | 390.858 | 469.985 | 528.494 | 582.486 |
| Variación | -     | +45,61% | +94,44% | +184,19% | +404,13% | +88,59% | +54,92% | +33,59% | +20,24% | +12,4%  | +10,2%  |

Partidos del Gran Buenos Aires y el Gran La Plata.

Fuente: Instituto Nacional de Estadísticas y Censos, INDEC
- El 27,6% de la población de Merlo tiene menos de 14 años, la población entre 14 y 65 años representa el 64,6% y las personas mayores de 65 años son el 7,7%
- La edad media de la población es de 30,5 años, el índice potencial de dependencia es del 54,7%, el índice de masculinidad es de 96,4% y el índice de mujeres en edad fértil es de 51,1%
- La población de Merlo está agrupada en 147.716 hogares con un promedio de 3,6 personas por hogar
- El 5,90% de la población de Merlo ha nacido en el extranjero,[10] constituyendo la colectividad paraguaya y boliviana el 68% del total de extranjeros y la mayoría de paraguayos y bolivianos tienen una edad comprendida entre los 15 a 65 años.[11] Los inmigrantes provenientes de Europa son el 11% de los extranjeros que viven en Merlo. De ellos, el 86% son italianos y españoles y prácticamente en su totalidad son personas mayores de 65 años de edad. Composición de la población nacida en el extranjero: 5.039 bolivianos, 239 brasileños, 1.485 chilenos, 16.007 paraguayos, 3.296 uruguayos, 1.125 peruanos, 336 de diversos países de América, 30 alemanes, 907 españoles, 2.065 italianos, 23 franceses, 457 de diversos países de Europa, 61 chinos, 5 coreanos, 44 japoneses, 8 sirios, 2 taiwaneses, 27 de diversos países de Asia, 8 africanos y 9 personas de Oceanía.

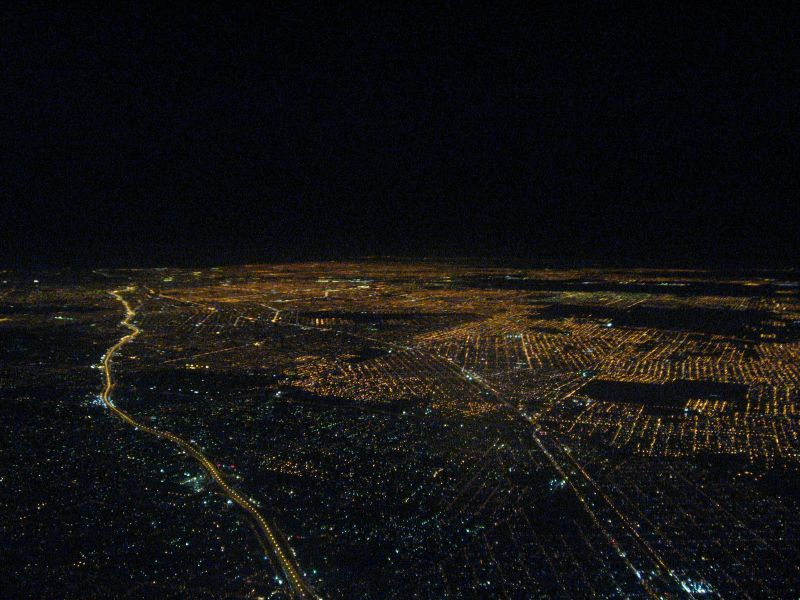
Vista aérea de la zona oeste. Merlo - Paso del Rey - Ituzaingó

- En 2010, el 48,60% de la población mayor a 3 años de edad utilizaba computadoras.[12] Merlo se encuentra entre los partidos del conurbano en donde hay menos presencia de computadoras en los hogares.[13] En 2001 cerca del 13% de los hogares de Merlo poseían una computadora y solo el 4,14% de los hogares estaban conectadas a Internet; en 2010 cerca del 38% de los hogares de Merlo tiene al menos una computadora.[14][15]
- Merlo es una ciudad dormitorio, ya que gran parte de sus habitantes se trasladan diariamente a Buenos Aires y otras localidades del Gran Buenos Aires para trabajar.
- En 2011, la ONG TECHO determinó que se localizaban 42 asentamientos informales en Merlo.[16] En 2013, la misma organización informó que el número de asentamientos ascendía a 26 en los que residen 8.512 familias.[17][18][19] En 2016 los asentamientos eran 52 y vivían 20.165 familias.[20]
- Merlo pertenece al conurbano bonaerense 4 (CB4), en donde, en 2009, la pobreza ascendía al 49,1%, la indigencia al 17,2% y el nivel de desempleo al 17,8%.[21]
- El 46% de los hogares de Merlo reciben la provisión de agua potable a través de la red pública y el 20% de los hogares desagota las aguas negras y grises a través de la red cloacal.[22]
- Según el primer Índice de Progreso Social (IPS) realizado por la Red de Progreso Social, de los 24 partidos del Gran Buenos Aires, Merlo ocupa el puesto 23, solo por delante del partido de José C. Paz. El índice mide el desempeño social y ambiental que utiliza exclusivamente indicadores sociales o ambientales (no variables económicas) y mide el desarrollo social de forma complementaria pero independiente al PIB.[23]

## Gobierno y política

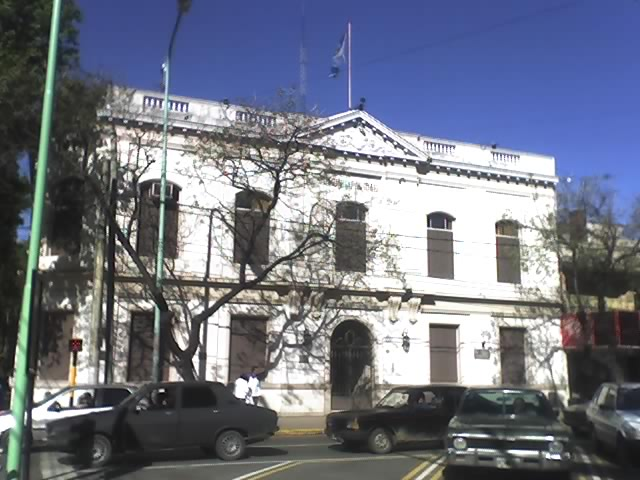
Palacio Municipal de Merlo

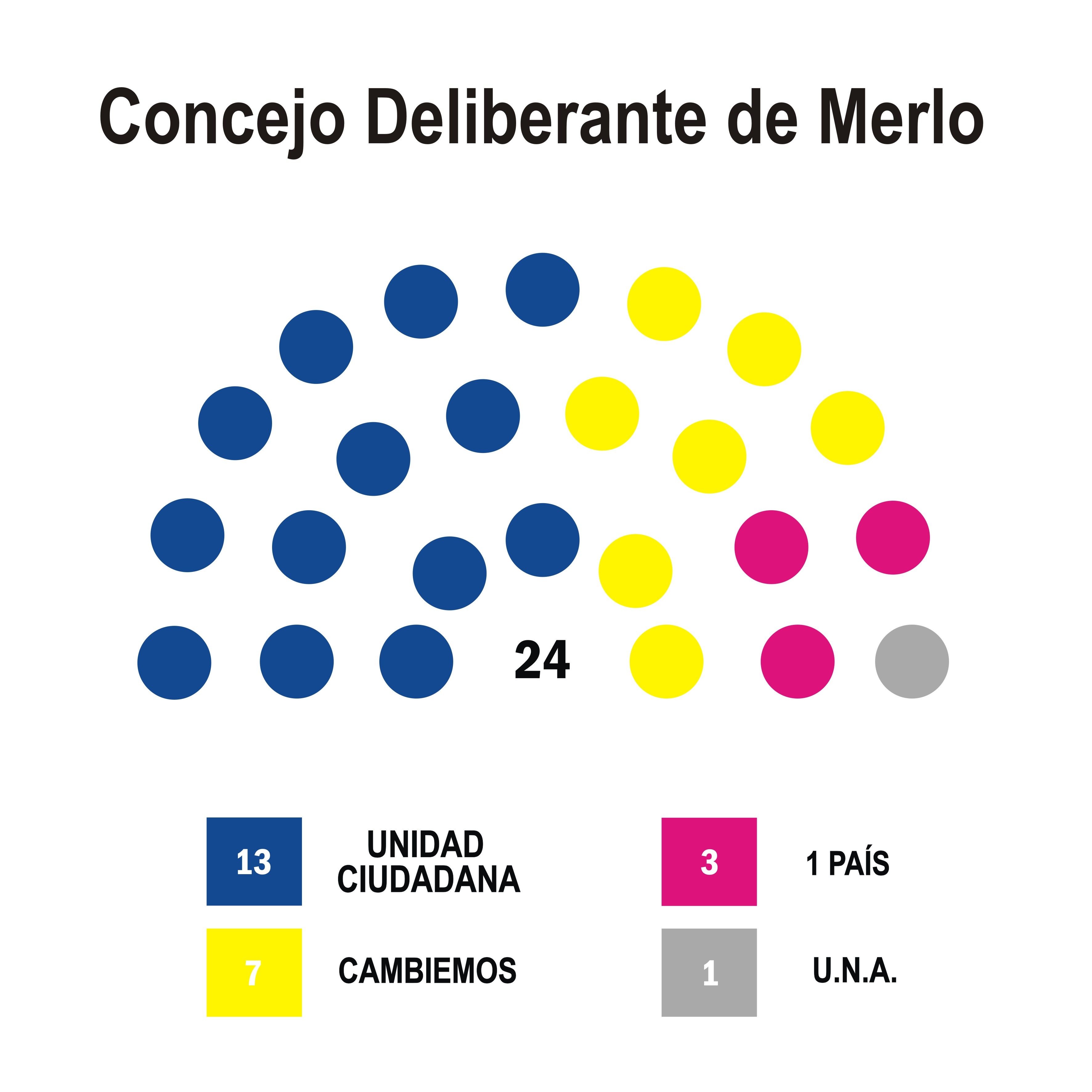
Composición del Consejo Deliberante de Merlo, luego de asumir los concejales que resultaron elegidos, en las elecciones de 2017.

La administración local del partido de Merlo está compuesto por el poder ejecutivo municipal que está encabezado por un intendente, y por el Concejo Deliberante, que representa el poder legislativo municipal. Ambos elegidos mediante elecciones generales. Este cuerpo legislativo está conformado por 24 concejales, número determinado por el hecho de que el distrito tiene más de 200.000 habitantes. El concejo se renueva por mitades cada dos años y el mandato de los concejales es por un periodo de cuatro años. El partido forma parte de la primera sección electoral, división que sirve para la elección de los legisladores provinciales.
Desde 2015, Gustavo Menéndez es intendente de Merlo, cursando actualmente su tercer mandato. El Partido Justicialista gobierna Merlo ininterrumpidamente desde el retorno de la democracia en 1983.

## Intendentes desde 1983
| Mandato       | Intendente       | Alianza                                   | Partido               | Observaciones |
| ------------- | ---------------- | ----------------------------------------- | --------------------- | --- |
| 1983-1986     | Leopoldo Suárez  | Partido Justicialista                     | Partido Justicialista | Primer intendente de Merlo luego de la recuperación de la democracia. |
| 1986-1987     | Mateo Zencich    | Partido Justicialista                     | Partido Justicialista | Intendente interino por sucesión (2do. concejal electo en 1983). |
| 1987-1987     | José Filatro     | Partido Justicialista                     | Partido Justicialista | Intendente interino por sucesión (5to. concejal electo en 1983). |
| 1987-1991     | Gustavo Green    | Frente Justicialista Renovador            | Partido Justicialista | |
| 1991-1999     | Raúl Othacehé    | Frente Justicialista Federal (FREJUFE)    | Partido Justicialista | Primer mandato. |
| 1995-1999     | Raúl Othacehé    | Frente Justicialista Federal (FREJUFE)    | Partido Justicialista | Segundo mandato consecutivo. |
| 1999-2002     | Hugo Guaux       | Concertación Justicialista Para El Cambio | Partido Justicialista | Intendente interino. Reemplaza a Raúl Othacehé, quien fue electo intendente por tercera vez y es convocado a ocupar el cargo de ministro de Gobierno de la Provincia de Buenos Aires durante la gestión del gobernador Carlos Ruckauf. |
| 2002-2003     | Raúl Othacehé    | Concertación Justicialista Para El Cambio | Partido Justicialista | En 2002, Othacehé presenta su renuncia como ministro de Gobierno y vuelve a ocupar su lugar como intendente de Merlo. |
| 2003-2007     | Raúl Othacehé    | Partido Justicilista                      | Partido Justicialista | Cuarto mandato consecutivo. |
| 2007-2015     | Raúl Othacehé    | FpV                                       | Partido Justicialista | Quinto mandato consecutivo. |
| 2015-2017     | Gustavo Menéndez | FpV                                       | Partido Justicialista | Primer mandato. Derroca a Raúl Othacehé luego de 24 años al poder. |
| 2017-2019     | Gustavo Menéndez | Unidad Ciudadana                          | Partido Justicialista | |
| 2019-2021     | Gustavo Menéndez | Frente de TODOS                           | Partido Justicialista | Segundo mandato consecutivo. |
| 2021-2023     | Karina Menéndez  | Frente de TODOS                           | Partido Justicialista | Intendente interino. Reemplaza a Gustavo Menéndez, quien fue convocado a ocupar el cargo de presidente del Grupo Provincia durante la gestión del gobernador Axel Kicillof.                                                            |
| 2023-presente | Gustavo Menéndez | Unión Por La Patria                       | Partido Justicialista | Tercer mandato consecutivo. |

## Economía
Para 2003, la industria manufacturera representaba el 48,3% de la economía local, el comercio al por mayor y menor y talleres mecánicos el 10,32%, servicios inmobiliarios y alquileres el 15,1% y los servicios de transporte, almacenamiento y comunicación el 10%.
El sector agrícola-ganadero solo representaba el 0,1% en la economía del partido.
La industria manufacturera se concentra en dos grandes plantas industriales pertenecientes a importantes firmas transnacionales: Pirelli Neumáticos SAIC, perteneciente a la empresa italiana homónima especializada en la fabricación de cubiertas de autos y camionetas. Y la empresa tabacalera Massalin Particulares S.A. filial argentina de Philip Morris Internacional.
También cuenta con IMSA (Industria Metalúrgica Sudamericana S.A), con su planta industrial situada en la ciudad de Merlo, que se especializa desde 1947 en la fabricación de cables eléctricos y alambres esmaltados. Está ubicada sobre la ruta 7. Colinda con esta empresa Textil Modelo creada en 1965, inició sus operaciones en 1967 dedicándose en aquel entonces al teñido y terminación de tejidos. Cuenta en la actualidad con 21.000 metros cuadrados cubiertos donde trabajan más de 200 personas. Desde el año 1996 inició la producción propia de tejidos de punto, convirtiéndose en textil. Además de Petinari. Fundada en 1957 por Don Pedro y su hijo Adolfo José Petinari. La planta se encuentra sobre la ruta 40. Produce carrocerías volcadoras, acoplados y semirremolques, además de autopartes. Desde 2015 se encuentra sumida en una crisis. Los trabajadores luego de que la empresa cerrara sus puertas deciden seguir produciendo en la planta y forman la cooperativa ADO (Acoplados del Oeste) que luego del veto de la gobernadora Vidal a la expropiación de la firma, fue desalojada por la policía. Lo cual provocó que la plata se encuentre paralizada con los trabajadores acampando en la puerta de la fábrica luchando por su reapertura.
En el rubro alimenticio se destacan: La fábrica de helados New Cream con su planta ubicada en la ciudad de Merlo que cuenta con una amplia flota de camionetas que distribuyen sus productos por todo el país. Tostadas Riera con su planta ubicada en la localidad de Libertad. Produce tostadas, grisines y pan rallado. Nikitos snacks posee una planta sobre la ruta 21 km. 32 en la localidad de Pontevedra. Elabora diferentes tipos de snacks: Papas fritas, papas pay, palitos salados, maní frito, girasoles, pochoclos, entre otros. También el partido cuenta con dos frigoríficos: Frigoríficos JBS ex CEPA ubicado sobre la ruta 21 en la localidad de Pontevedra y Frigorífico Merlo con una planta ubicada en el barrio de Agustín Ferrari de la localidad de Mariano Acosta.

## Infraestructura y servicios públicos

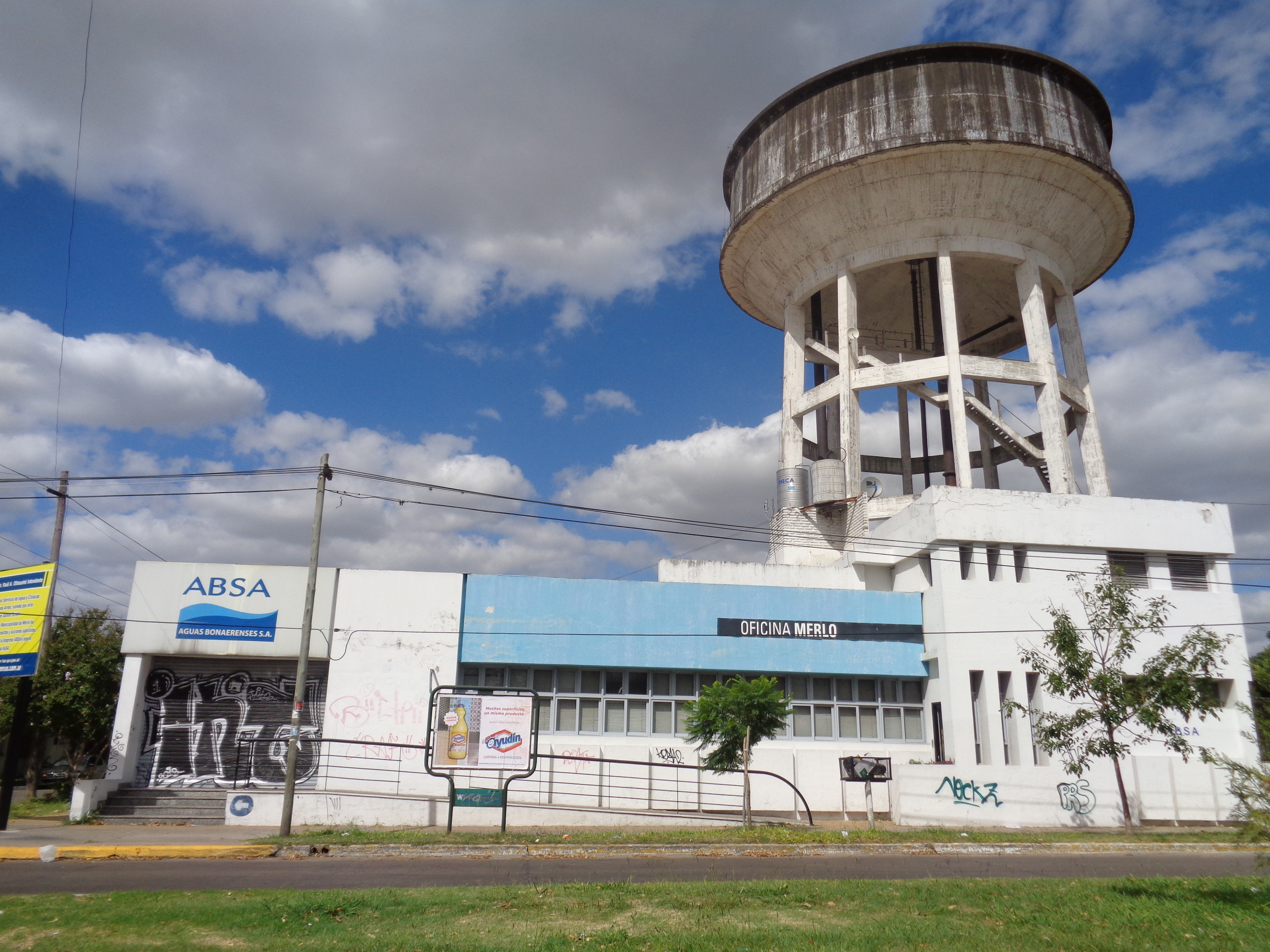
Aguas Bonaerenses S.A. 25 de Mayo y Pueyrredon Merlo, Bs. As.

- Calles asfaltadas: de las 14.700 cuadras que tiene el distrito, 9.000 son de tierra.[41]
- El 65% de la gente no tiene cloacas, el 54% no tiene gas natural y el 52% no tiene agua.[42]
- Entre 2006 y 2016 el servicio de agua potable y cloacas estuvo a cargo de la empresa Aguas Bonaerenses (ABSA) perteneciente al estado provincial. Desde 2016 el servicio es prestado por la empresa estatal Agua y Saneamientos Argentinos (AySA). Hasta 2006, la provisión de agua estaba a cargo de la empresa Aguas del Gran Buenos Aires (AGBA).
- El servicio de recolección de basura está a cargo de la empresa privada Covelia S. A. desde el año 2001.

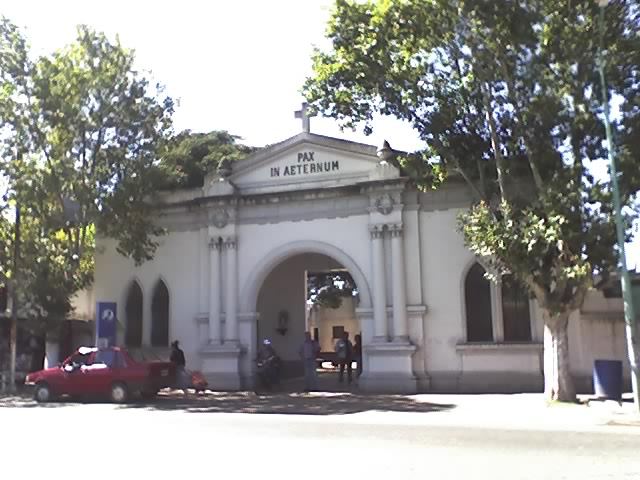
Cementerio Santa Isabel ubicado en la ciudad de Libertad

- El Partido de Merlo cuenta con dos cementerios municipales: el Cementerio Santa Isabel, construido en 1870 y el Cementerio Santa Mónica, construido en la década de 1960.
- En el partido se encuentra ubicada la Estación transformadora Zappalorto que con la incorporación de cuatro turbinas aportará en el futuro cercano 93,5 MW al sistema eléctrico.34°43′25″S 58°44′30″O / -34.72361, -58.74167

### Transporte

#### Servicio de transporte público

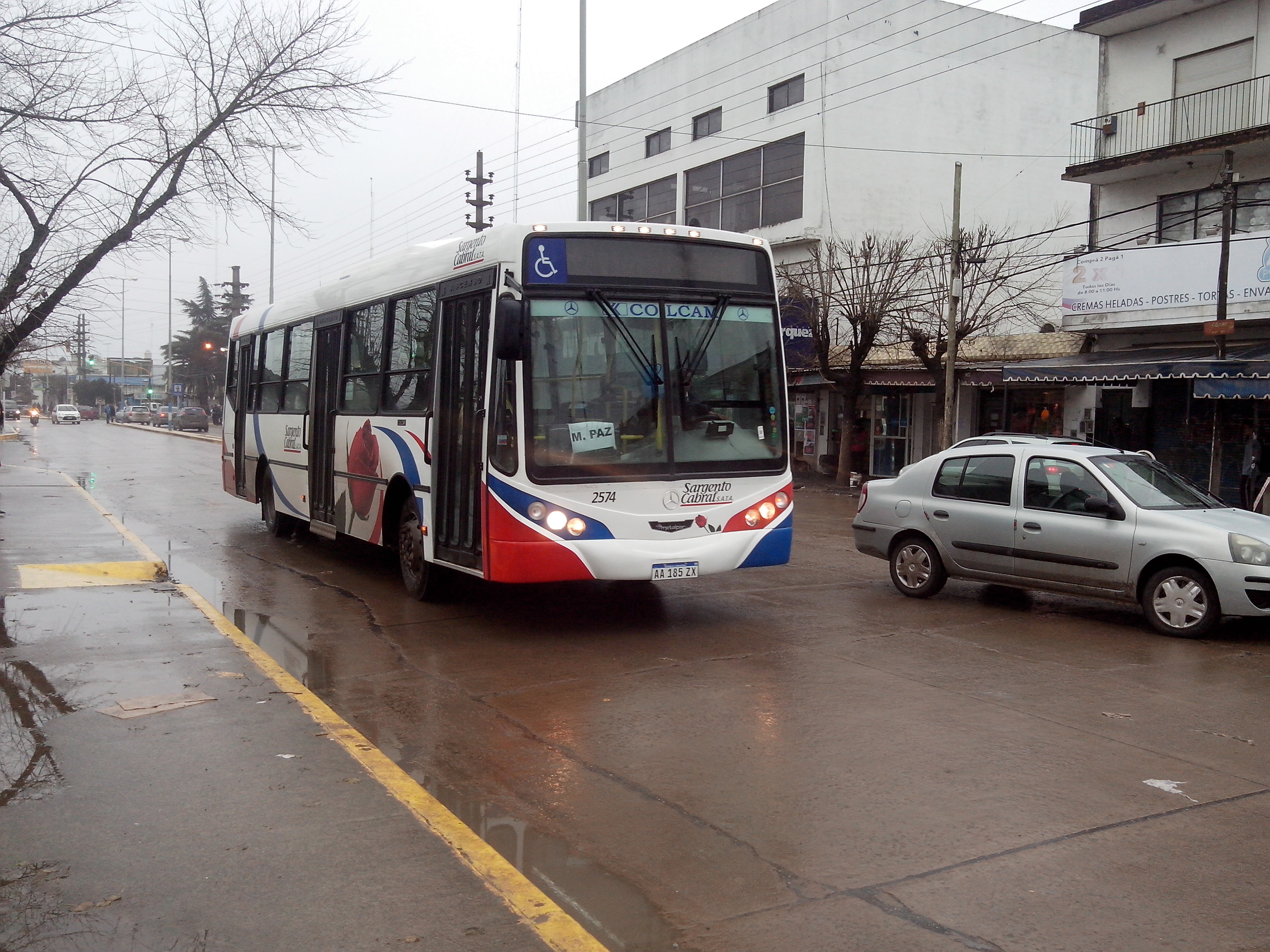
Colectivo de la Línea 136 en Mariano Acosta

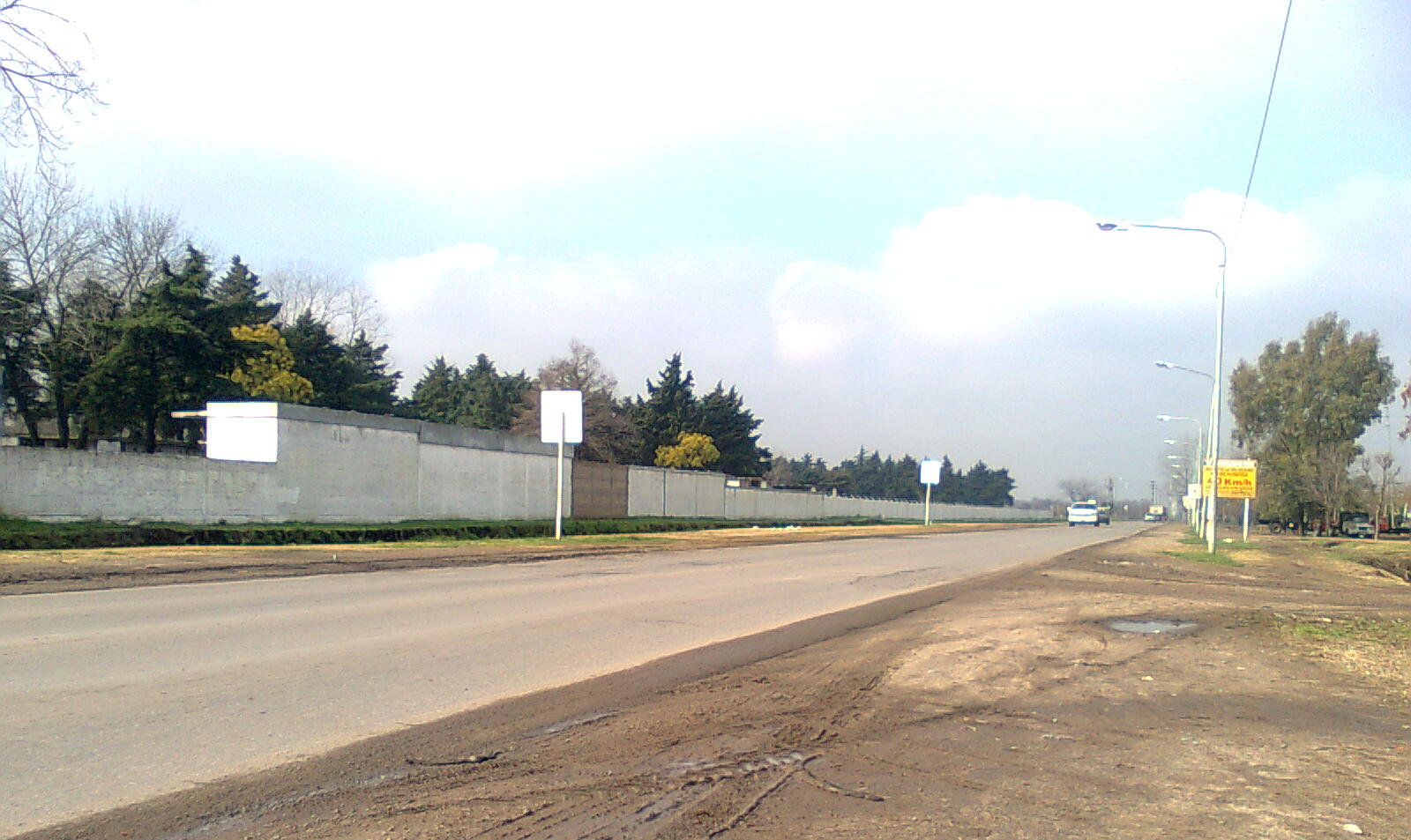
Ruta Provincial 1003 en el límite de Libertad-Pontevedra. Paredón del cementerio Santa Mónica

La Municipalidad de Merlo ha concesionado el servicio público de pasajeros a las empresas: 
- Transportes Unidos de Merlo S.A.
- Empresa Línea 216 SAT
- La Nueva Metropol S.A.T.A.C.I.
- Transportes La Perlita S.A.
- Colectivos Urbanos de la Zona Oeste Ecotrans.

- La Línea 136 (Buenos Aires) es una línea de transporte público de pasajeros perteneciente a la empresa Sargento Cabral S.A.T. del grupo empresario Metropol, que circula por el Gran Buenos Aires. Hasta la estación de Merlo circula por Avenida Rivadavia en paralelo con las vías del ferrocarril Sarmiento. Realiza el trayecto Primera Junta (Caballito) - Marcos Paz - Navarro.
- La Línea 153 (Buenos Aires) es una línea de transporte público de pasajeros perteneciente a la Microomnibus Saavedra S.A.T.A.C.I. del grupo empresario ERSA. Une Liniers con Barrio Nuevo de la localidad de Libertad. Accede a Libertad por la Ruta 21.
- La Línea 166 (Buenos Aires) es una línea de colectivos pertenecientes a la empresa Línea 216 SAT, que une la Ciudad Universitaria con la Estación Morón y con la localidad de Libertad. Accede a Libertad por la Ruta 1003.
- La Línea 236 (Buenos Aires) es una línea de colectivos pertenecientes a la empresa Línea 216 SAT, que une la Estación Morón con Rafael Castillo, Libertad, Parque San Martín, Merlo y Pontevedra.
- La Línea 238 (Buenos Aires) es una línea de colectivos perteneciente a la empresa Transportes Unidos de Merlo S.A.
- La Línea 253 (Buenos Aires) es una línea de transporte público de pasajeros perteneciente a la Microomnibus Saavedra S.A.T.A.C.I. del grupo empresario ERSA. Une Liniers con Barrio Nuevo de la localidad de Libertad. Accede a Libertad por la Ruta 21.
- La Línea 297 (Buenos Aires) es una línea de colectivos perteneciente a la empresa Transportes Unidos de Merlo S.A. Conecta Merlo con 20 de Junio (La Matanza).
- La Línea 312 (Buenos Aires) es una línea de colectivo perteneciente a la empresa Transportes La Perlita S.A. Que une el partido de Moreno, con Merlo e Ituzaingo.
- La Línea 322 (Buenos Aires) es una línea de colectivo perteneciente a la Empresa Libertador San Martín S.A.T. del grupo empresario Metropol. Une las localidades de Morón, Ituzaingó, San Antonio de Padua, Merlo, Parque San Martín, Mariano Acosta y Marcos Paz.
- La Línea 327 (Buenos Aires) es una línea de colectivo perteneciente a la Empresa Libertador San Martín S.A.T. del grupo empresario Metropol. Une las localidades de San Antonio de Padua, Merlo, Parque San Martín, Paso del Rey, Moreno, La Reja, y Francisco Álvarez.
- La Línea 329 (Buenos Aires) es una línea de colectivo perteneciente a la empresa Transportes La Perlita S.A. Que une el partido de Merlo, con Ituzaingo y Moreno.
- La Línea 336 (Buenos Aires) es una línea de colectivo perteneciente a la Empresa Libertador San Martín S.A.T. del grupo empresario Metropol. Une las localidades de Morón, Ituzaingó, San Antonio de Padua, Merlo, y Paso del Rey.
- La Línea 392 (Buenos Aires) es una línea de colectivo perteneciente a la Empresa Libertador San Martín S.A.T. del grupo empresario Metropol. Une las localidades de Morón, Ituzaingó, San Antonio de Padua, Merlo, y Parque San Martín.
- La Línea 500 (Merlo) es una línea de colectivos perteneciente a la empresa Transportes Unidos de Merlo S.A. Conecta Las localidades de Libertad, Parque San Martín, Pontevedra y San Antonio de Padua.
- La Línea 503 (Merlo) es una línea de colectivos perteneciente a la unión transitoria de empresas entre Compañía de Transporte Vecinal S.A. y Sargento Cabral S.A.T. del grupo empresario Metropol. Une las localidades de Merlo, Libertad, Parque San Martín, y Mariano Acosta.
- La Línea 504 (Merlo) es una línea de colectivos perteneciente a la empresa Línea 216 SAT. Une las localidades de Merlo, Mariano Acosta, Parque San Martín.

#### Rutas

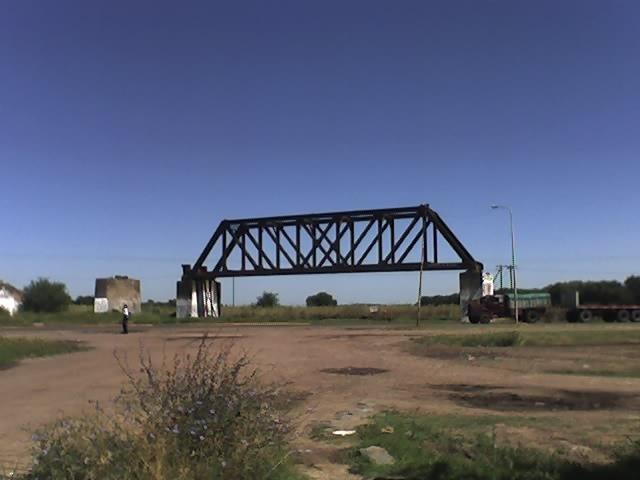
Puente del ex-ferrocarril Midland sobre Ruta 200 y el Sarmiento, ramal Lobos. En el límite con el partido de Marcos Paz

Las principales rutas que conectan Merlo con las restantes localidades del Gran Buenos Aires son:
- Ruta Provincial 7
- Ruta Provincial 21
- Ruta Provincial 40
- Ruta Provincial 1003

El Camino de la Ribera conecta a Merlo con la Autopista Acceso Oeste.
En la actualidad se encuentra en la primera fase de construcción desde 2009 la Autopista Presidente Perón que conectará Merlo con la Autopista Acceso Norte prolongando de esta manera el Camino del Buen Ayre hasta la ciudad de La Plata.

#### Transporte ferroviario

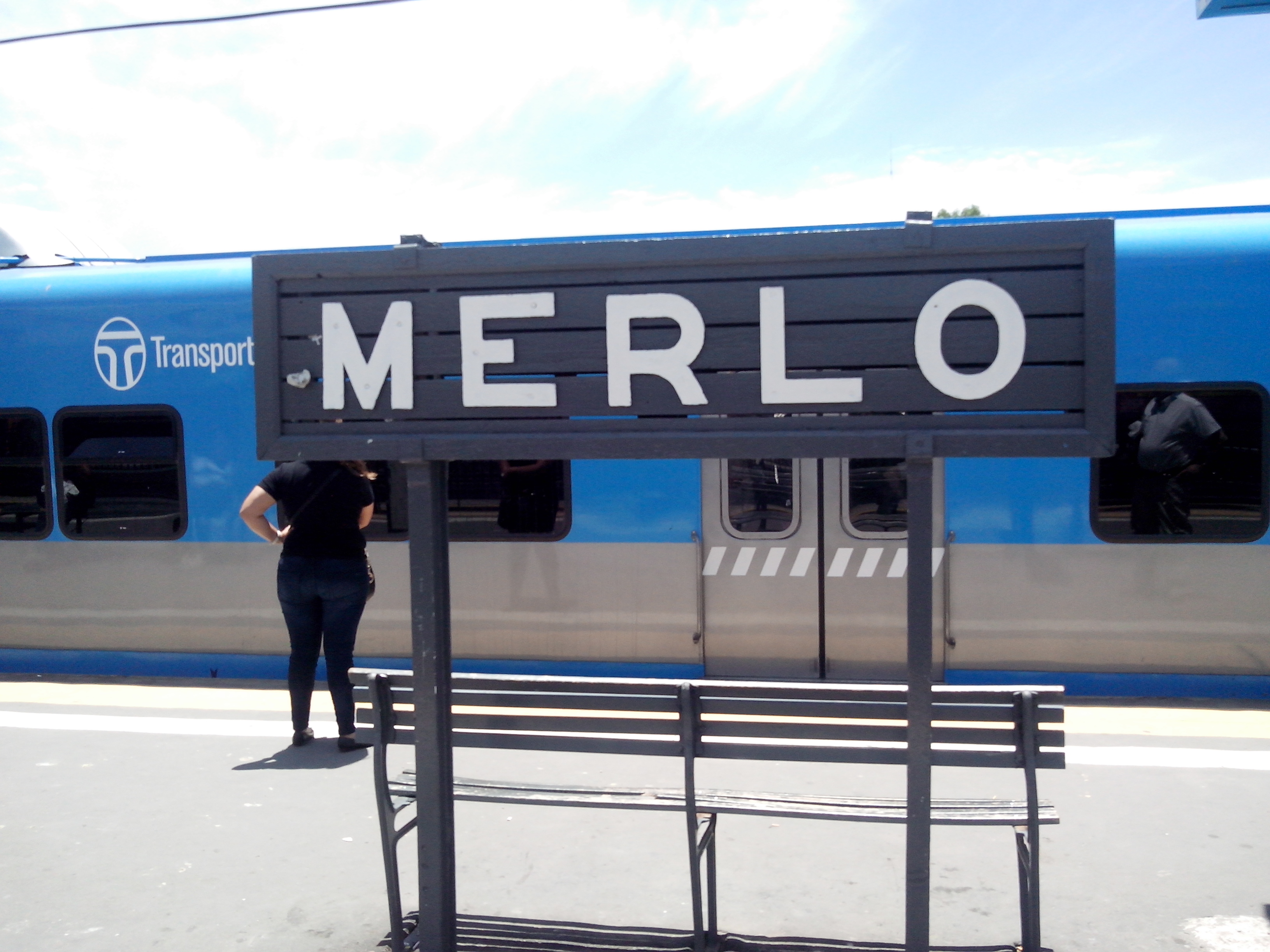
Estación de Merlo

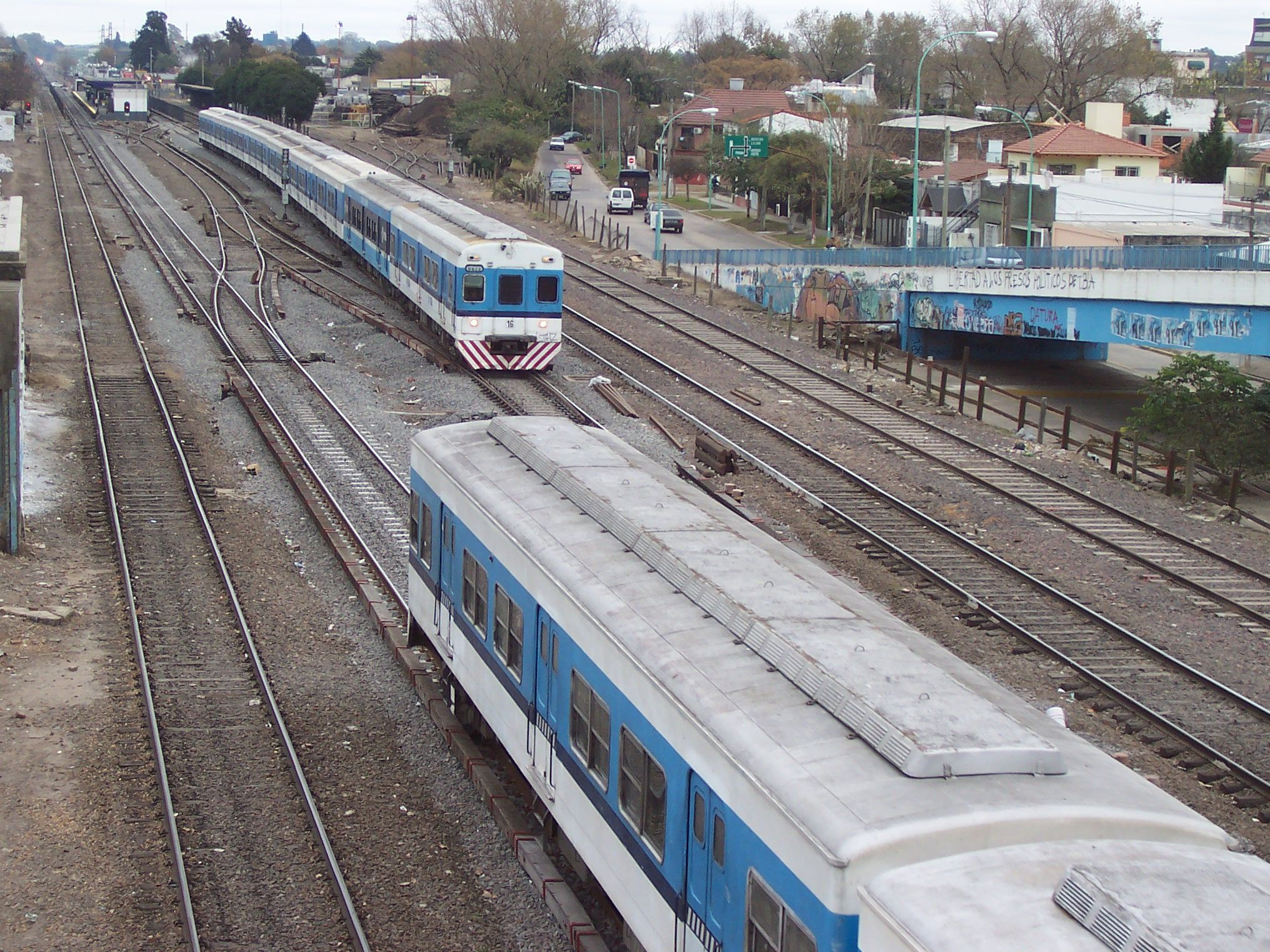
Trenes saliendo de la Estación Merlo.

Líneas ferroviarias que conectan Merlo con otras localidades del Gran Buenos Aires:
- Línea Sarmiento, operada por la empresa estatal Trenes Argentinos Operaciones, cuenta con dos servicios, uno, eléctrico, que une Estación Merlo con Estación Once de Septiembre y Estación Moreno, y otro servicio diésel que une Estación Merlo con Estación Lobos.

El servicio eléctrico pasa por el Partido de Merlo, que cuenta con dos estaciones: Estación Merlo y Estación San Antonio de Padua
Merlo - Lobos
Este ramal de 68 km parte desde la estación Merlo hasta Lobos, con un tiempo de viaje aproximado de 47 minutos a Las Heras, y 2 horas y 39 minutos. Es un ramal diésel, sus servicios lo efectúan locomotoras diésel eléctricas llevando mayormente coches de pasajeros Materfer. Efectúa 20 viajes ida y vuelta por día de lunes a sábados; 17 de estos servicios se efectúan solo entre Merlo y Las Heras.
- Línea Belgrano Sur operada por la empresa estatal Trenes Argentinos Operaciones que vincula la Estación Sáenz con la Estación Libertad (Buenos Aires) y la Estación Marinos del Crucero General Belgrano (Pontevedra). La línea atraviesa zonas suburbanas de los partidos de Morón y la Matanza.

### Salud

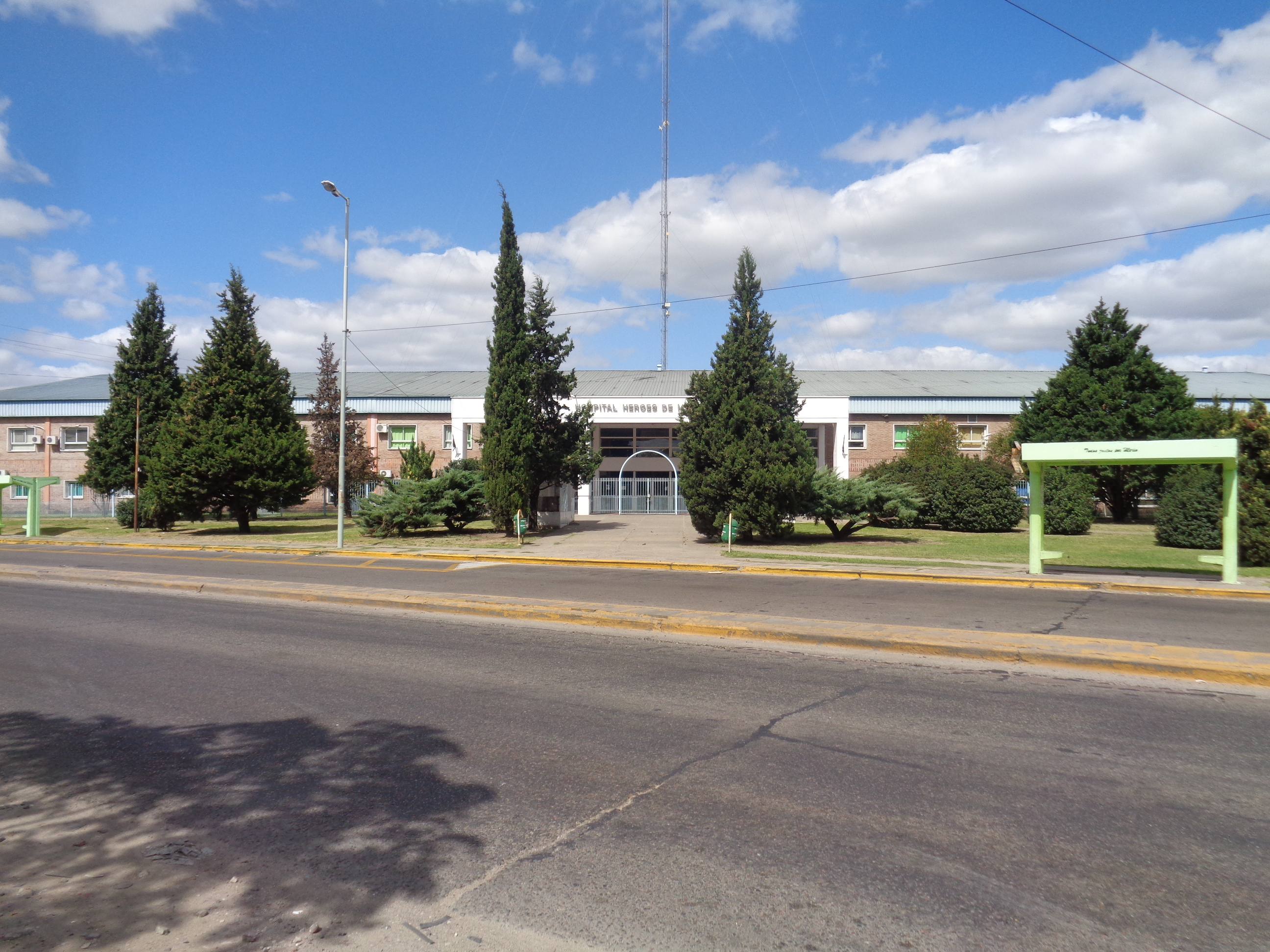
Hospital Zonal General de Agudos “Héroes de Malvinas” Balbín y Av. del Bicentenario. Merlo, Bs. As. Inaugurado en la década del ´90

En 2009 contaba con cuatro establecimientos con internación y treinta y uno sin internación, con un total de 298 camas.
Hospitales públicos:
- el Hospital Zonal General de Agudos “Héroes de Malvinas”, depende de la Provincia de Buenos Aires y fue fundado en los años noventa
- el Hospital Municipal Eva Perón (municipal), fundado en 1929
- el Hospital Materno Infantil Dr. Pedro Chutro (municipal), fundado en 1957
- el Hospital Materno Infantil Pontevedra (municipal), fundado en 1983
- el Hospital Odonto-Oftalmológico Padre Juan Carlos Martínez (municipal), fundado en 2017[45]

Entre las instituciones privadas más importantes se pueden mencionar a la Clínica Privada Libertad, la Clínica Instituto Médico Central y la Clínica Privada Provincial.

### Seguridad
El distrito cuenta con 6 comisarías una en cada localidad. También cuenta con la comisaría de la mujer y dos subcomisarías: Barrio Matera (Parque San Martín) y Barrio Pompeya (Merlo). Además cuenta con una jefatura distrital y una dependencia de la C.D.I. Delegación Merlo.
Para 2016, Merlo tiene el gasto de seguridad más bajo del Gran Buenos Aires -unos $ 68 per cápita por mes - y también la tasa más baja de policías: 18 cada 10 000 habitantes.

## Educación

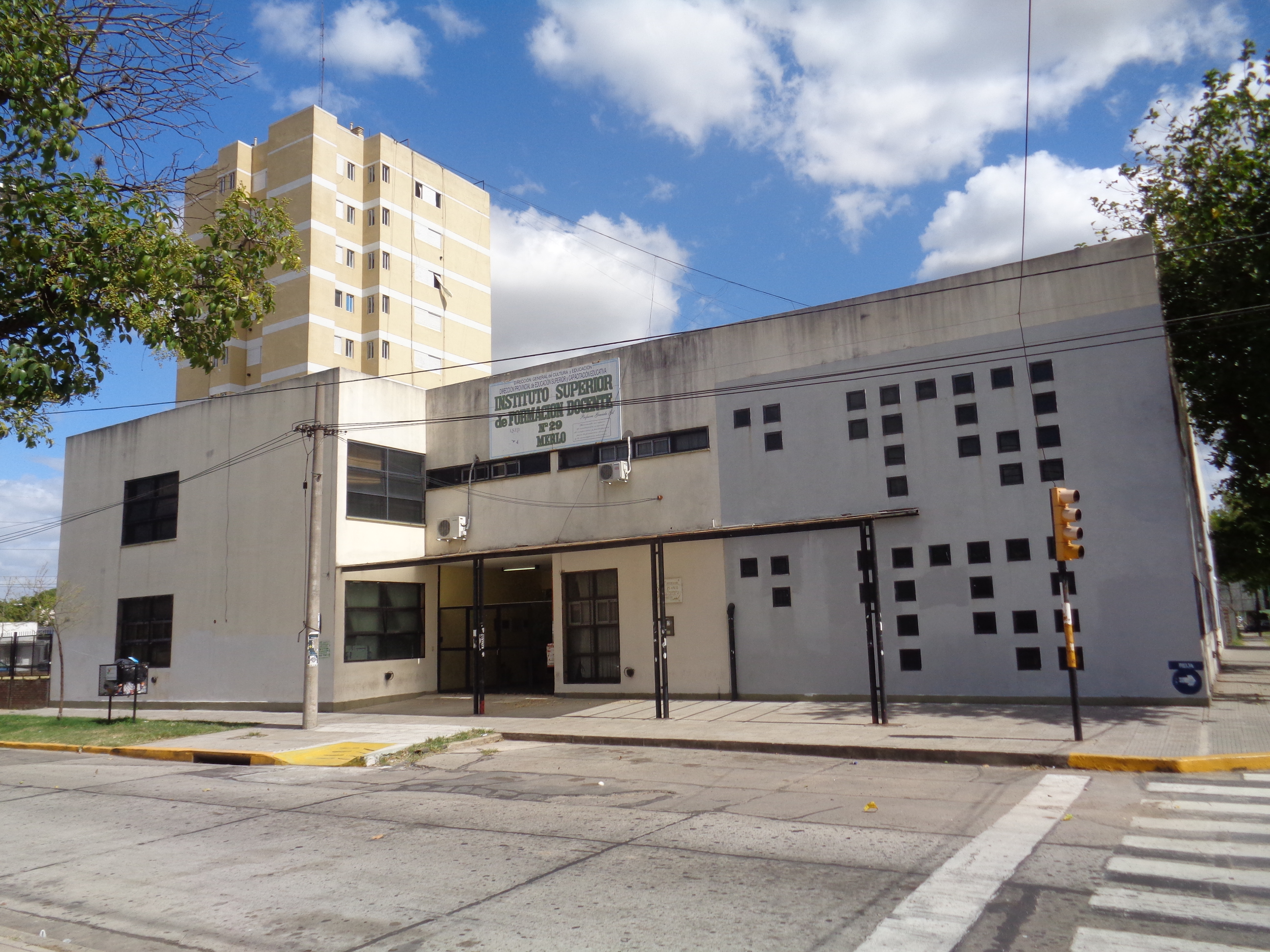
Instituto Superior de Formación Docente N.º 29 "Profesora Graciela Gil" Rioja y Balbín, Merlo, Bs. As.(ISFD N°29) Inaugurado en el año 2008

En 2011, Merlo contaba con 448 establecimientos educativos y 151.289 alumnos. El estado administraba 297 escuelas que contaban con el 73% de la matrícula, y el sector privado 151 colegios y el 27% de la matrícula. La gran mayoría de los institutos de enseñanza privada son colegios parroquiales administrados por la Iglesia católica.
Hasta hace unos años el distrito poseía una escuela rural en las proximidades del Dique Roggero.
En el nivel terciario Merlo cuenta con tres institutos de gestión estal: El I.S.F.D N°29 "Profesora Graciela Gil" ubicado en la localidad de Merlo y El I.S.F.D. N°109 ubicado en la localidad de San Antonio de Padua. Ambos institutos forman profesores en educación secundaria, primaria e inicial. Además cuentan con el I.S.F.T. N°177 ubicado en la localidad Libertad que forma técnicos. 

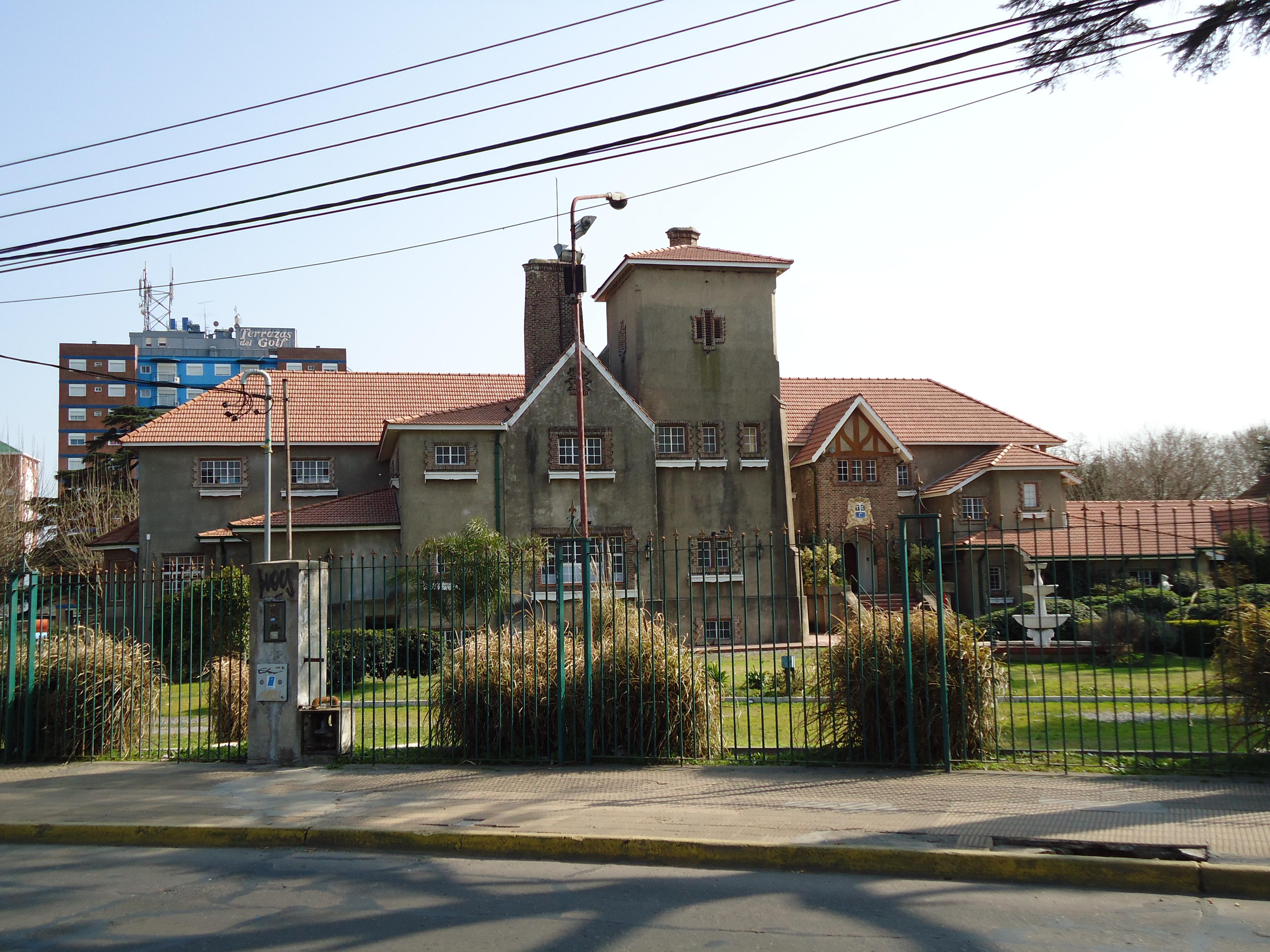
Ex Golf Ituzaingó Merlo. Actualmente sede del rectorado de la Universidad del Oeste UNO

En 2010 se creó la Universidad Nacional del Oeste (UNO), con sede en la ciudad de Merlo.
Según las Pruebas Aprender, el 48,4% de los alumnos que cursan el último año de la escuela secundaria en escuelas públicas y privadas del Partido de Merlo no  alcanzaron el nivel básico de comprensión de matemáticas.

## Cultura

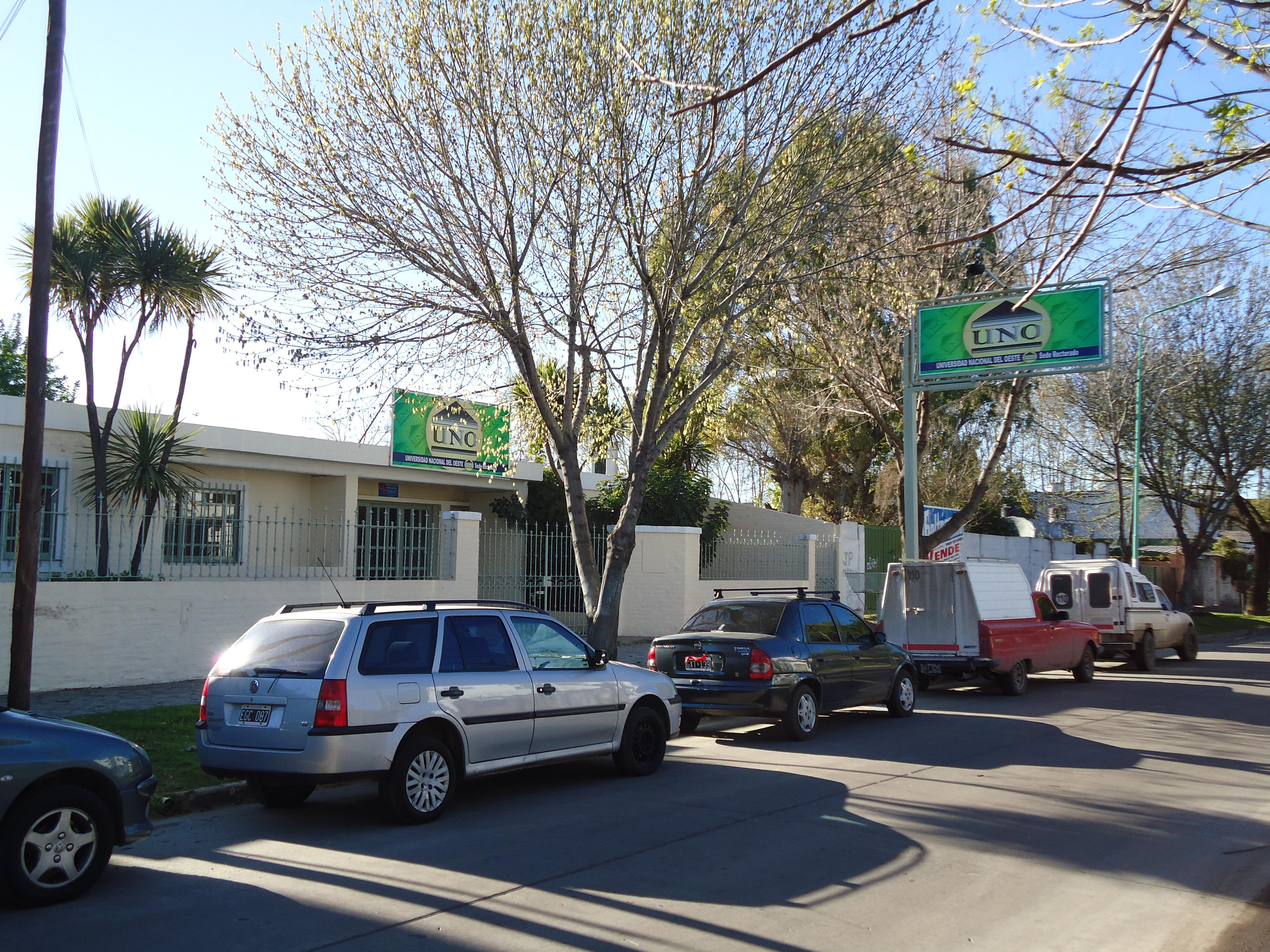
Universidad Nacional del Oeste Sede Jujuy

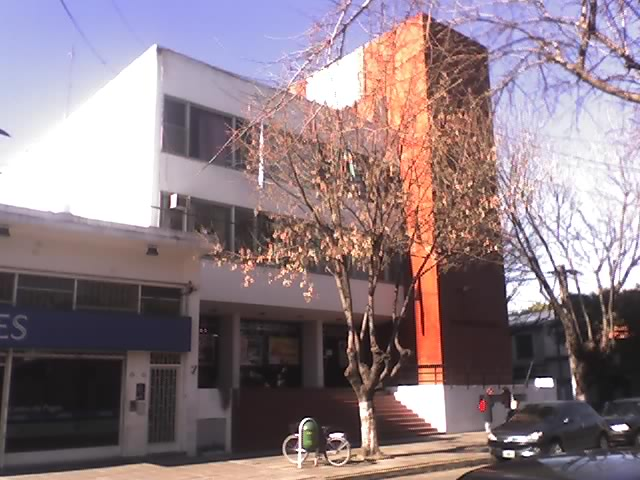
Teatro municipal de Merlo

- La Casa de Cultura se inauguró el 28 de agosto de 1983, fecha que coincide con el aniversario de la fundación de Merlo. El edificio se encuentra en la Av. Calle Real y padre Espinal y fue construido con un estilo neocolonial por la familia Cieza en 1870. Allí funcionan una sala de conferencias y salón de arte y se realizan múltiples actividades culturales.
- Sobre la calle Colón se encuentra el edificio que alberga al Teatro Municipal Enrique Santos Discépolo y a la Biblioteca Municipal Olegario Víctor Andrade. Con capacidad para 580 personas, el teatro municipal recibe prácticamente todos los fines de semana, a distintas giras teatrales de elencos de actores que trabajan en los más afamados teatros de la Calle Corrientes; además se desarrollan distintos conciertos, comedias, ballet, actividades literarias y líricas. La Biblioteca Olegario Víctor Andrade, fundada en el año 1957, cuenta con 35.000 ejemplares que se actualizan periódicamente, además posee sector audio parlante - Braille
- En el Parque Cultural de San Antonio de Padua, se desarrollan una gran cantidad de actividades culturales de artistas locales. El edificio que lo alberga es la antigua casa del jefe de estación, construida siguiendo el estilo neogótico inglés aplicado a las construcciones ferroviarias.
- En la Quinta El Tejadito, adquirida por la municipalidad durante la gestión del intendente Othacehé, se desarrollan conciertos de rock para la juventud.
- Centro Cultural para la Juventud Av. del Libertador General San Martín 285, Merlo. El Intendente de Merlo Dr. Raúl Alfredo Othacehé, teniendo en cuenta la dinámica social, los cambios generacionales producidos y la energía e inquietudes de la gente Joven: Lanza un Proyecto para los Jóvenes que se traduce en servicios en la marco de la Creación del Centro Cultural para la Juventud de la Municipalidad de Merlo.
- Centro Municipal de Arte y Exposiciones "La Usina" se ubica en las calles Malvinas y Moretti, ciudad de Libertad. Horario de atención: lunes a viernes de 9 a 17 y sábados de 9 a 13, con entrada libre y gratuita.[50]
- Muestra Anual de Arte y Salud "Recrearte", organizada por la Secretaría de Salud Pública, la Subsecretaría de Atención Primaria y Unidades Sanitarias, el Equipo de Psicólogos de Unidades Sanitarias y la Coordinación General de Salud Mental.  Está dirigida a profesionales, técnicos, empleados, personal de mantenimiento y maestranza del área de Salud.[51]
- Parque Cultural Libertad, en Ruta Prov. N.º 21 y Colombia de lunes a lunes 8 a 20. Diversas actividades semanales se realizan en el predio: Gimnasia Aeromodeladora, Tango, Ajedrez, Folclore, Guitarra Criolla y Eléctrica, Taller de Pintura Artística y Decorativa, Teatro para infantiles y adultos, Gimnasia Aeróbica entre otras.[52]
- Fiesta anual del Día de la Tradición "Merlo Vive la Tradición Azul y Blanca"[53]
- Museo de Historia Social de Merlo, dependiente de la Municipalidad de Merlo, sito en Av. Argentina 1086. Es el álbum fotográfico y abundante referencia sobre la historia social de Merlo.
- Casa Museo. Casa antigua(1880)ambientada desde esos años hasta 1950. Atiende en el mismo horario en calle Padre Espinal 1155.
- Archivo Histórico de Merlo. Perú 842. Cualquier referencia histórica del partido para profesores, estudiantes y aficionados. Archivo de documentos y libros de carácter histórico. Allí funciona también el Taller de la Historis.

## Medios de comunicación

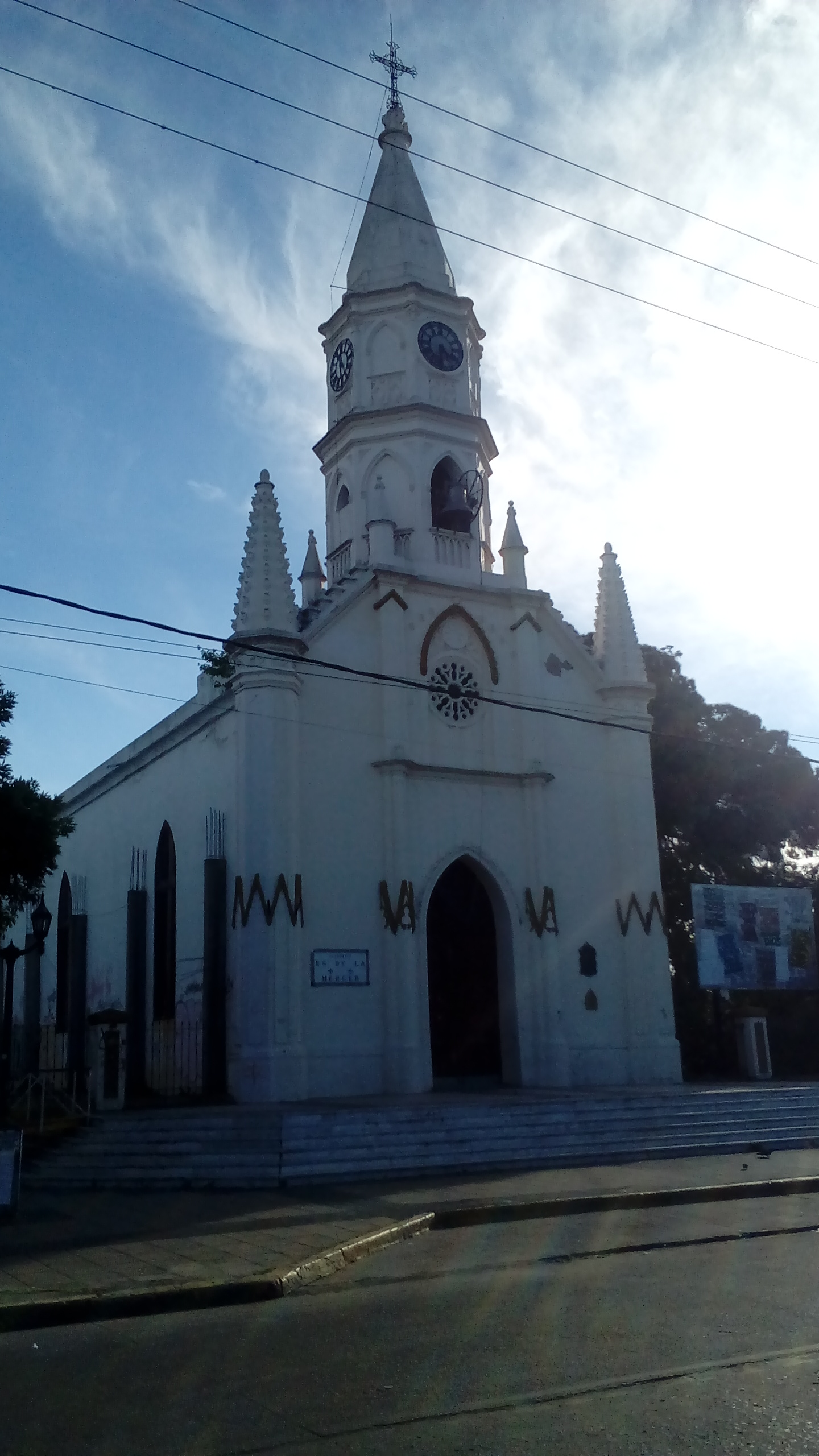
Antigua Iglesia de Merlo

Desde 1974, se edita el Periódico "La Verdad", siendo el pionero de los medios gráficos, el que continúa distribuyéndose en forma gratuita.
Merlo posee una empresa de televisión por cable, Televisora Privada del Oeste. La Fm Radio 2000 Merlo 105.9 MHz que opera en todas las plataformas de comunicación. Otra radio importante es FM Radio de la Ciudad 91.1 MHz. Así mismo posee un diario comunal de gran prestigio, que es "Panorama Regional".
Desde el año 2018 funciona un diario digital, el cual recibe más de 40.000 visitas al día, llamado www.merlodiaxdia.com.ar el cual se jacta de ser el elegido por los merlenses, y desde 2020 se instala otro medio digital www.lavozdemerlo.com.ar considerado independiente, por no recibir financiación de ningún sector político.

### Servicio de televisión por cable
El servicio de televisión por cable es prestado por las empresas Televisora Privada del Oeste (TPO), Cablevisión y DirecTV. Para 2016 las empresas Fibertel y Telecentro se encuentran en plena etapa de instalación en el distrito.

## Fiestas Locales
Feriados administrativos:

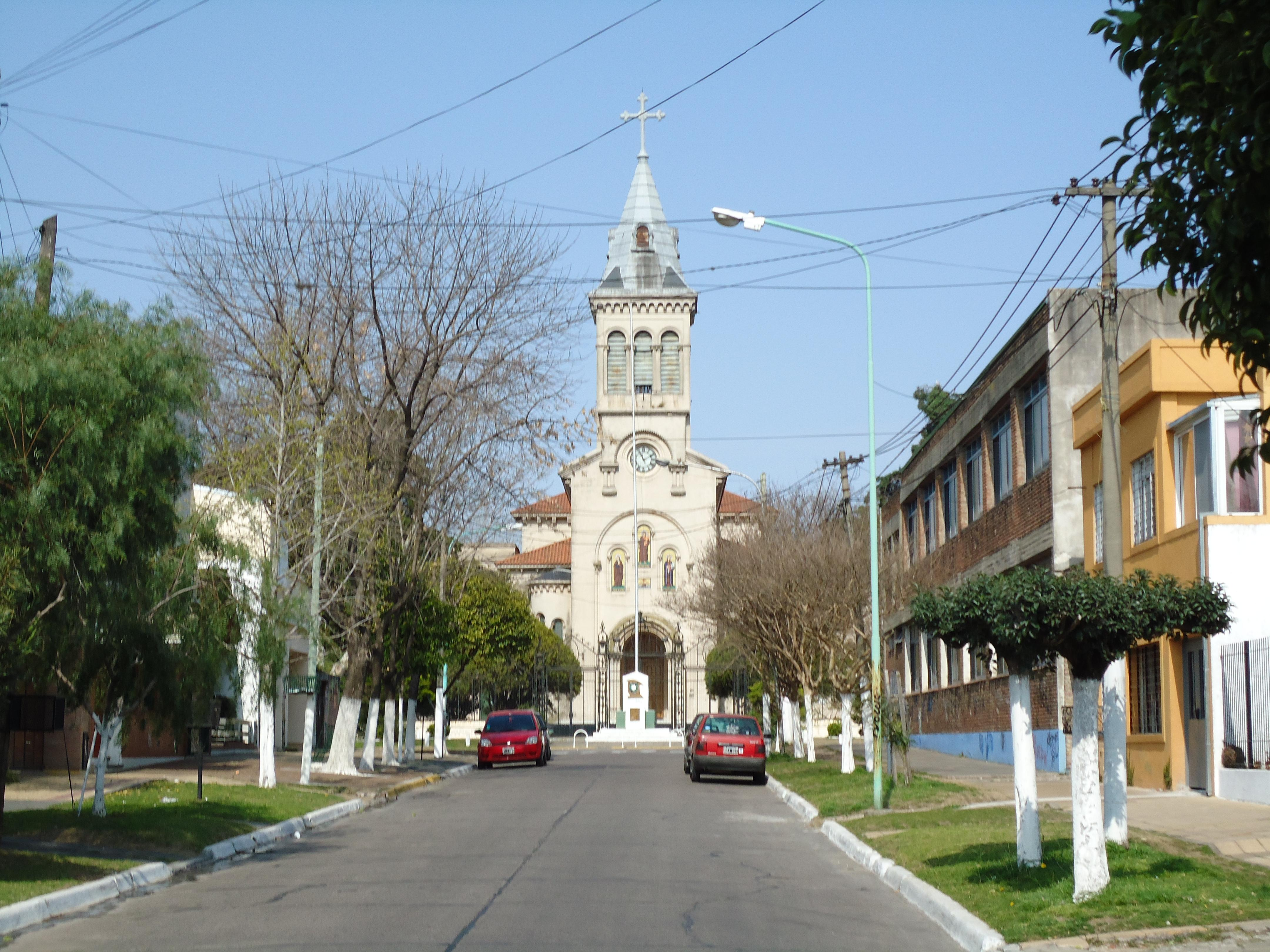
Iglesia de San Antonio de Padua

- Fundación de Merlo: cada 28 de agosto se conmemora el aniversario de la fundación del pueblo. Hay desfiles de agrupaciones gauchas, acompañadas por tractores y maquinarias agrícolas.
- 24 de septiembre fiestas patronales Nuestra Señora de La Merced.
- La Fiesta Nacional de San Antonio de Padua, en conmemoración de la festividad de San Antonio de Padua (13 de junio).

## Fuerza Aérea Argentina

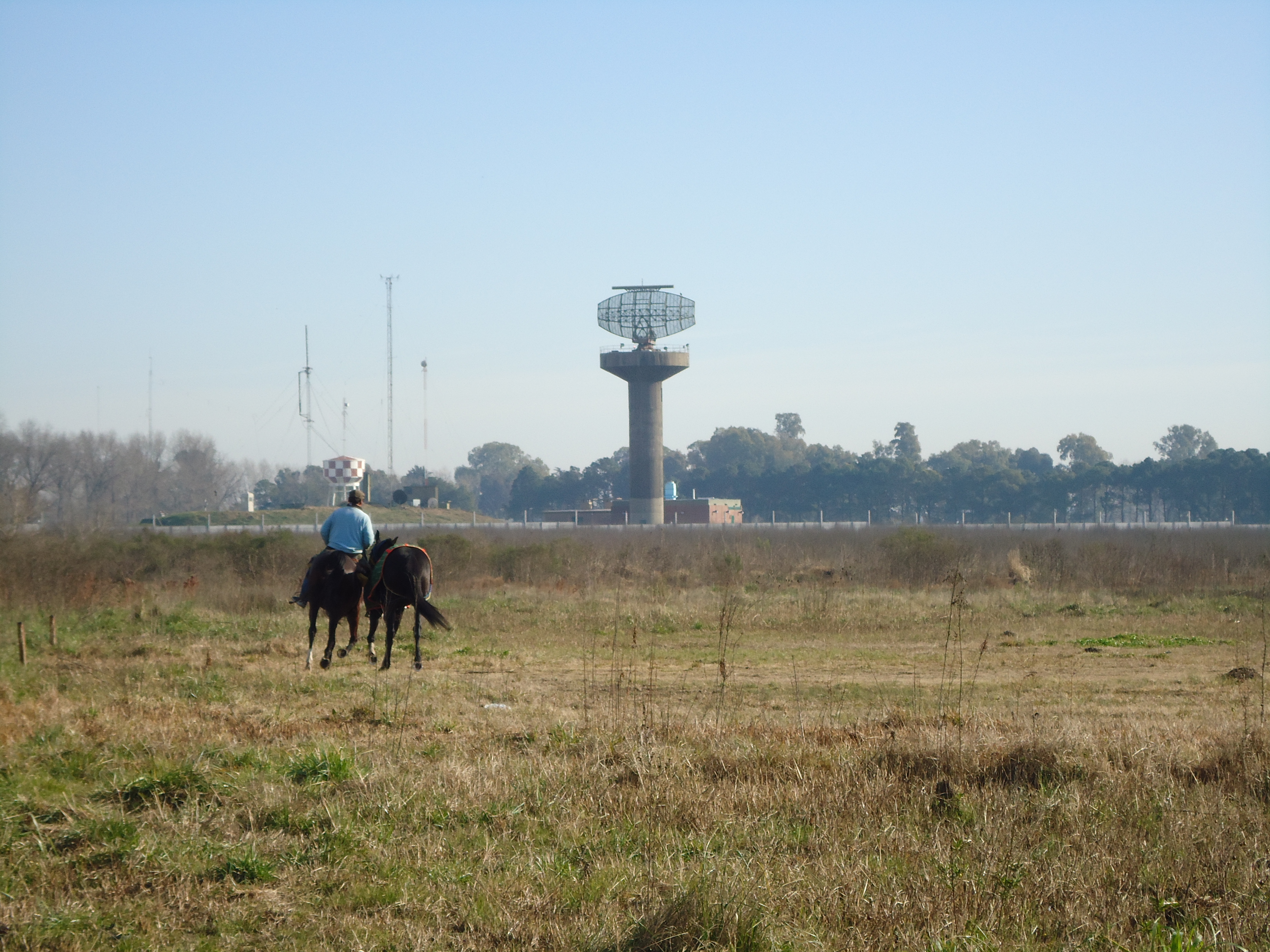
Radar del Grupo Vycea, Fuerza Aérea Argentina, Parque San Martín, Merlo, Provincia de Buenos Aires.

Desde 1952 se encuentra emplazado en el partido el Grupo Vigilancia y Control del Espacio Aéreo de la Fuerza Aérea Argentina (FAA).

## Entidades deportivas

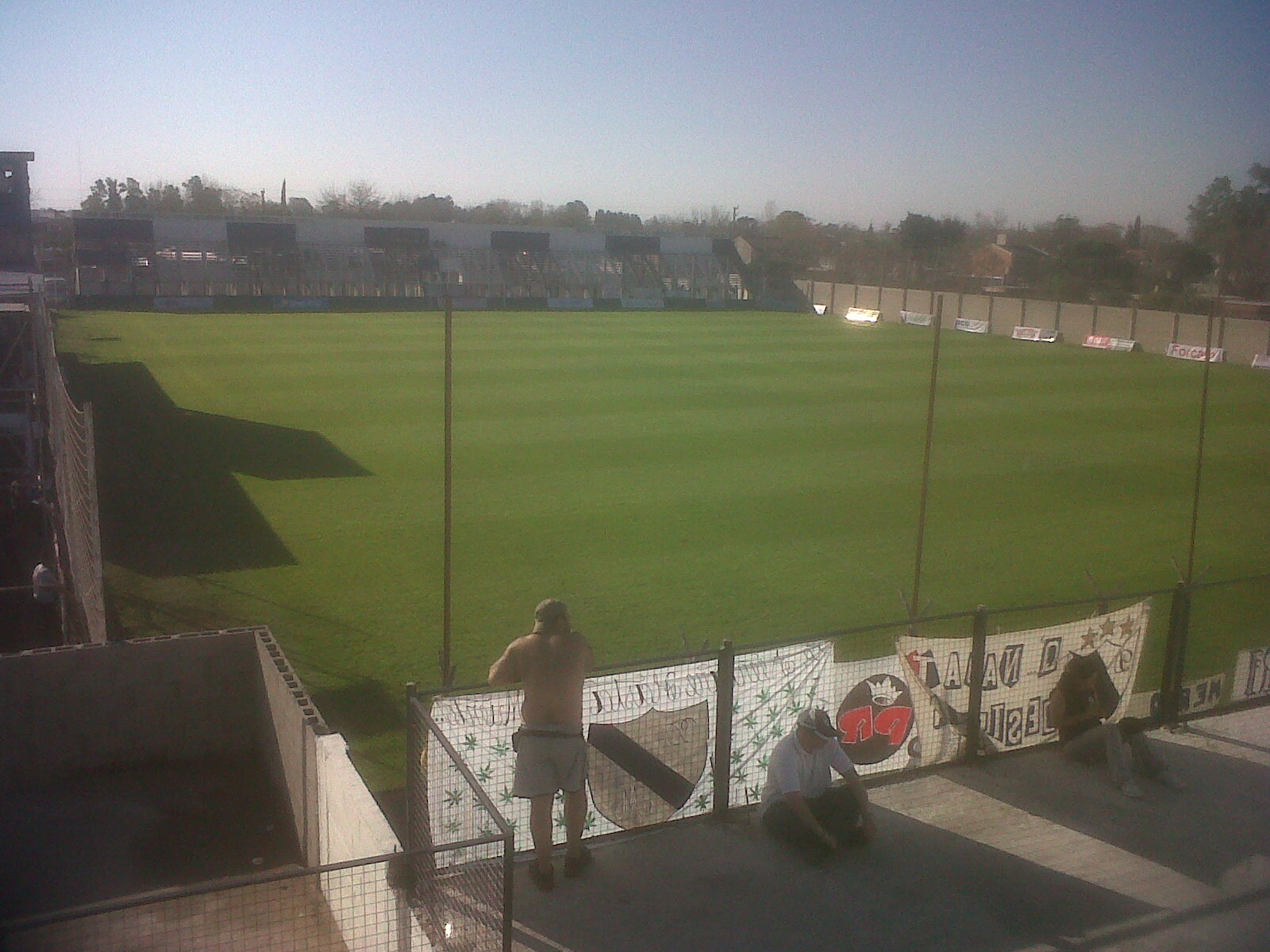
Estadio Deportivo Merlo en el barrio Los Vascos. Parque San Martín, Merlo

Clubes de fútbol afiliados a la AFA en las categorías Primera B y Primera C del fútbol argentino.
- Club Social y Deportivo Merlo
- Club Atlético Ferrocarril Midland
- Club Atlético Argentino

Club de rugby
- Club Atlético San Antonio de Padua

Clubes donde se practican artes marciales, básquet, boxeo, balonmano, natación, patín sobre ruedas, etc.
- Club Atlético El Rayo
- Ferrocarril Oeste de Merlo
- Club Independiente de Merlo
- Club Social y Deportivo Laureles de Merlo
- Club Unión de Merlo
- Club Parque San Martín
- Club CEPA

Clubes donde se practica golf
- Ituzaingó Golf Club
- Libertad Golf Club

Polígono de Tiro y Billar
- Club Merlo de Pesca y Caza

## Merlenses

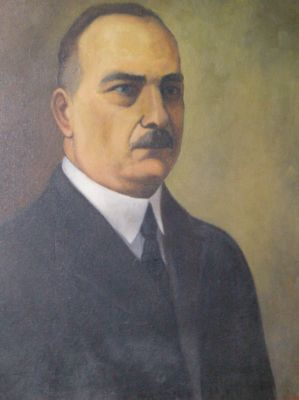
Víctor Mercante.

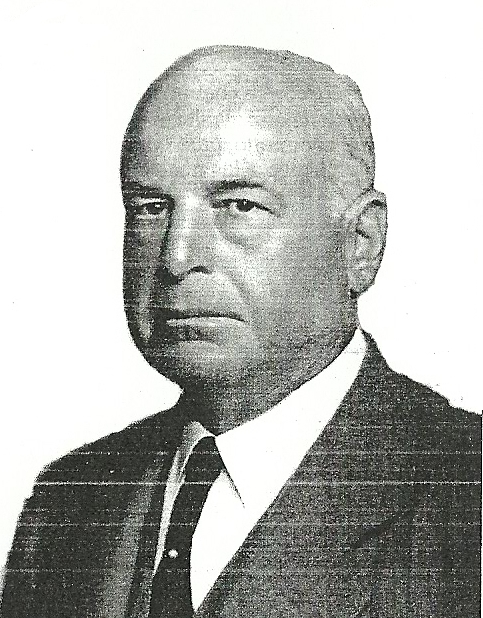
Ángel Lagomarsino Médico - Fundador del primer Hospital de Merlo

- Merlenses caídos en la Guerra de Malvinas: Gabriel G. Fattori, Pedro R. Hoszczaruk, Anselmo N. Melián, Adolfo E. Molina, José Romero y Jorge A. Ron.
- Víctor Mercante (1870-1934) - Pedagogo nacido en Merlo.
- Martín Castro (1882-1971) - Poeta y payador anarquista nacido en Merlo.
- Ángel Modesto Lagomarsino (1890-1961) - Médico, productor agropecuario y político, nacido en Merlo. Fue la primera persona nacida en Merlo en conseguir un título universitario. Fue uno de los fundadores del Hospital Municipal que llevó su nombre desde 1955 hasta 1983. Fue su primer director, además fue intendente de Merlo, diputado provincial y nacional, senador provincial, interventor en La Pampa, Secretario de Agricultura y Ganadería de la Nación durante la presidencia del Dr. Frondizi).
- Fernando Chiappuni. (¿1895-1975?) Escultor. Autor de muchas obras que por años adornaron plazas y paseos (Bustos de Rivadavia, Sarmiento etc). Autor también de una Piedad que por años se ubicó en la entrada del Cementerio de Libertad.
- Elvira Sullivan - Poetiza (fall.)
- Leandro Sesarego - Dibujante de historietas, ilustrador, editor, guionista, profesor de dibujo, expresidente de la Asociación de Dibujantes de Argentina. Secretario de Cultura y Archivo Histórico de la Comisión que elevó a la categoría de ciudad a Parque San Martín (diciembre de 1975). Diseñó el escudo de la ciudad Parque San Martín. Diseñó el monolito por la Paz que el Rotary Club Internacional obsequió a Parque San Martín.(fall.)
- Manuel de Arma - exsenador de la provincia de Buenos Aires. Fallecido el 15 de abril del 2001.

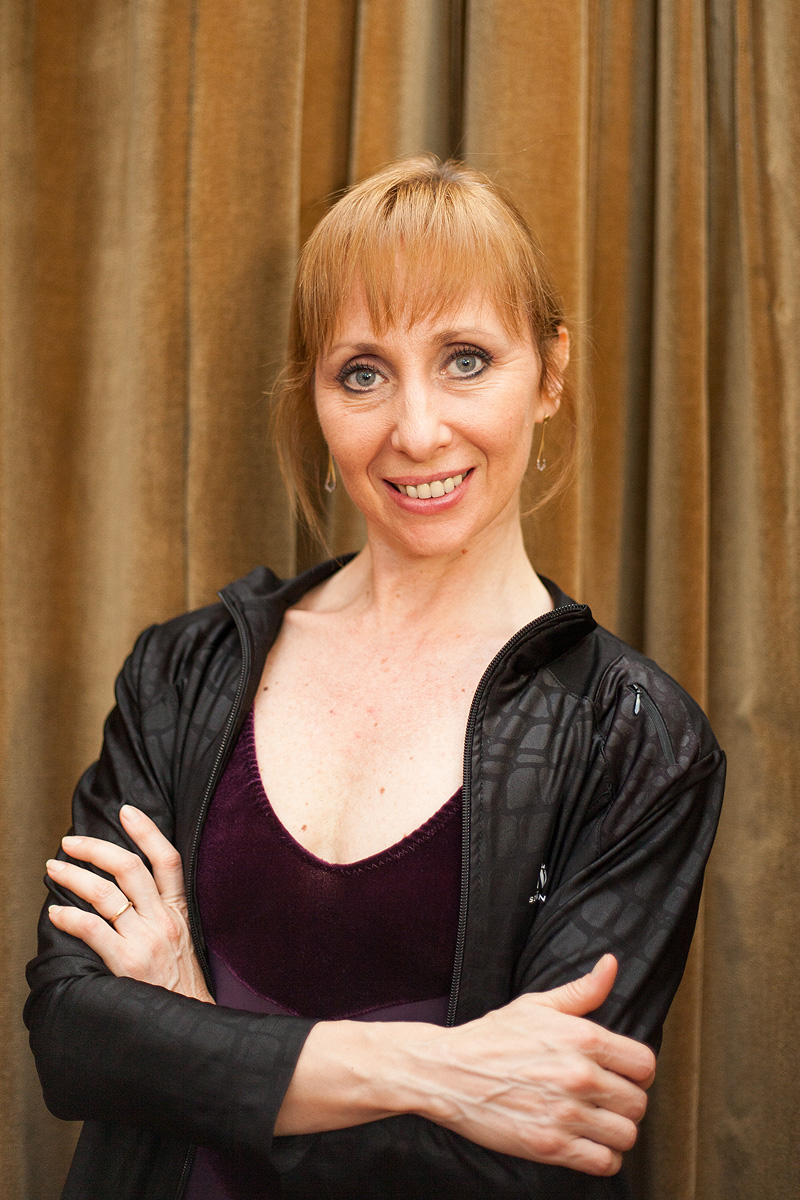
Eleonora Cassano

- Eleonora Cassano - Bailarina clásica de renombre internacional.
- Noelia Pompa - Bailarina.
- María del Rocío Giordano - cantante lírica
- Juan Alfredo González - "El Chinito" - cantante folklórico.
- Daniel Agostini - Cantante de música tropical, pasó su infancia en Merlo.
- Víctor Frontera - Cantante de tangos.
- Alberto Echagüe - Cantante de tangos, pasó sus últimos años de vida en Merlo (fall.)
- Carlos Calvo - Actor de televisión, cine y teatro.
- Alejandro Muller - Actor. Valientes, La Vendetta, Malparida.
- Germán Barceló, Cantante y actor - (Montaña rusa, Otra vuelta, Alma pirata).
- Myriam Griselda Recalde - Escritora, actriz - (Ya somos pareja).
- Toros Gurlekian - Artista Plástico. Socio fundador y honorario de la Asociación Civil Arte y Cultura de Merlo.
- Carlos Medici - Artista Plástico y escritor. Socio fundador y Presidente de la Asociación Civil Arte y Cultura de Merlo.
- Néstor Martín - Artista plástico - Dibujante de sellos postales.
- Emilio Reato - Artista plástico.
- Julia Fatjat - Escultora.
- Silvia Carbone - Ceramista. Gran Premio de Honor 2011 otorgado por la Secretaría de Cultura de la Presidencia de la Nación - Salón Nacional de Artes visuales.

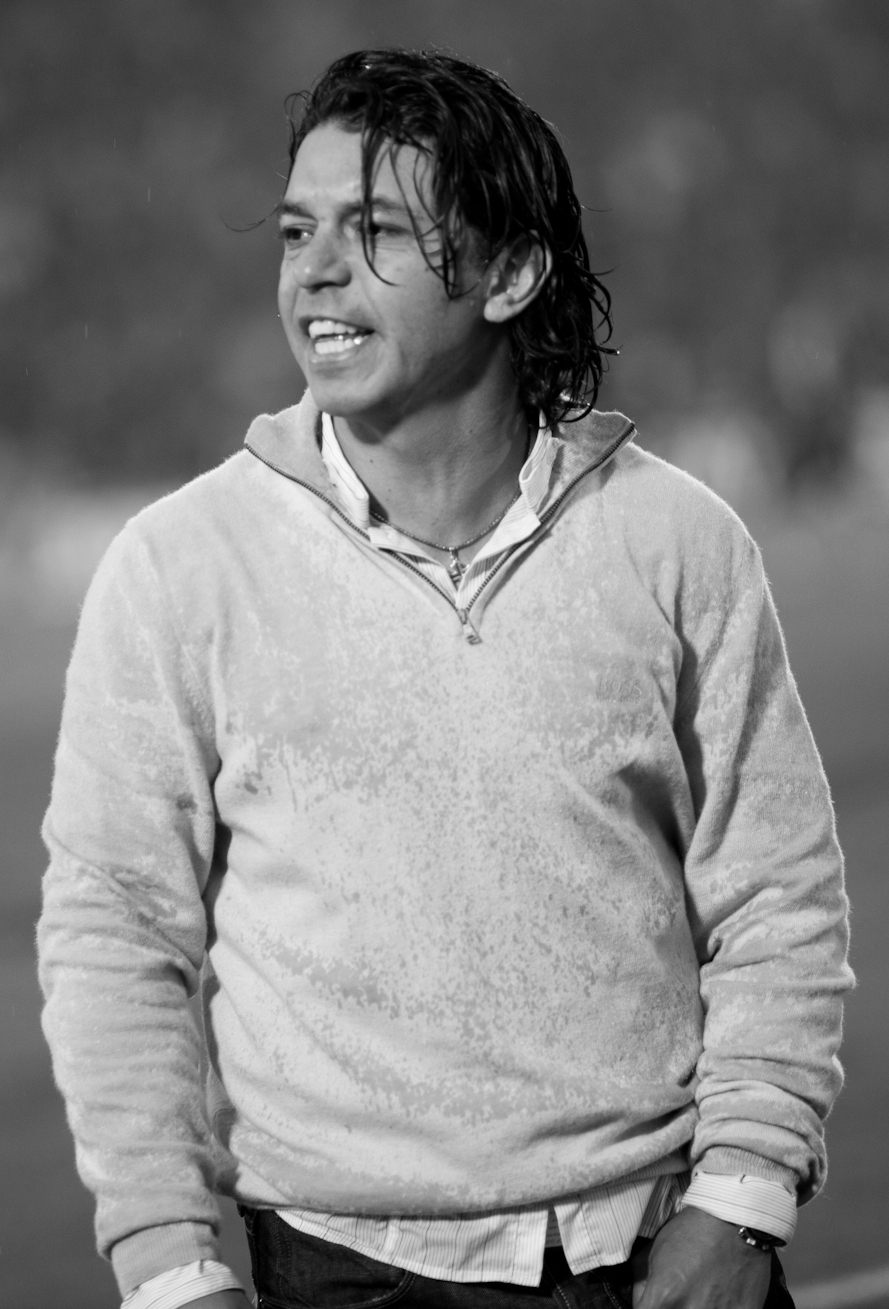
Marcelo Gallardo

- Marcelo Gallardo - Exjugador y actual director técnico.
- Nicolás Kicker - Tenista.

- Federico Agustín Gómez - Tenista
- César Abel Romero - Boxeador.
- Sebastián Martín - Escritor.

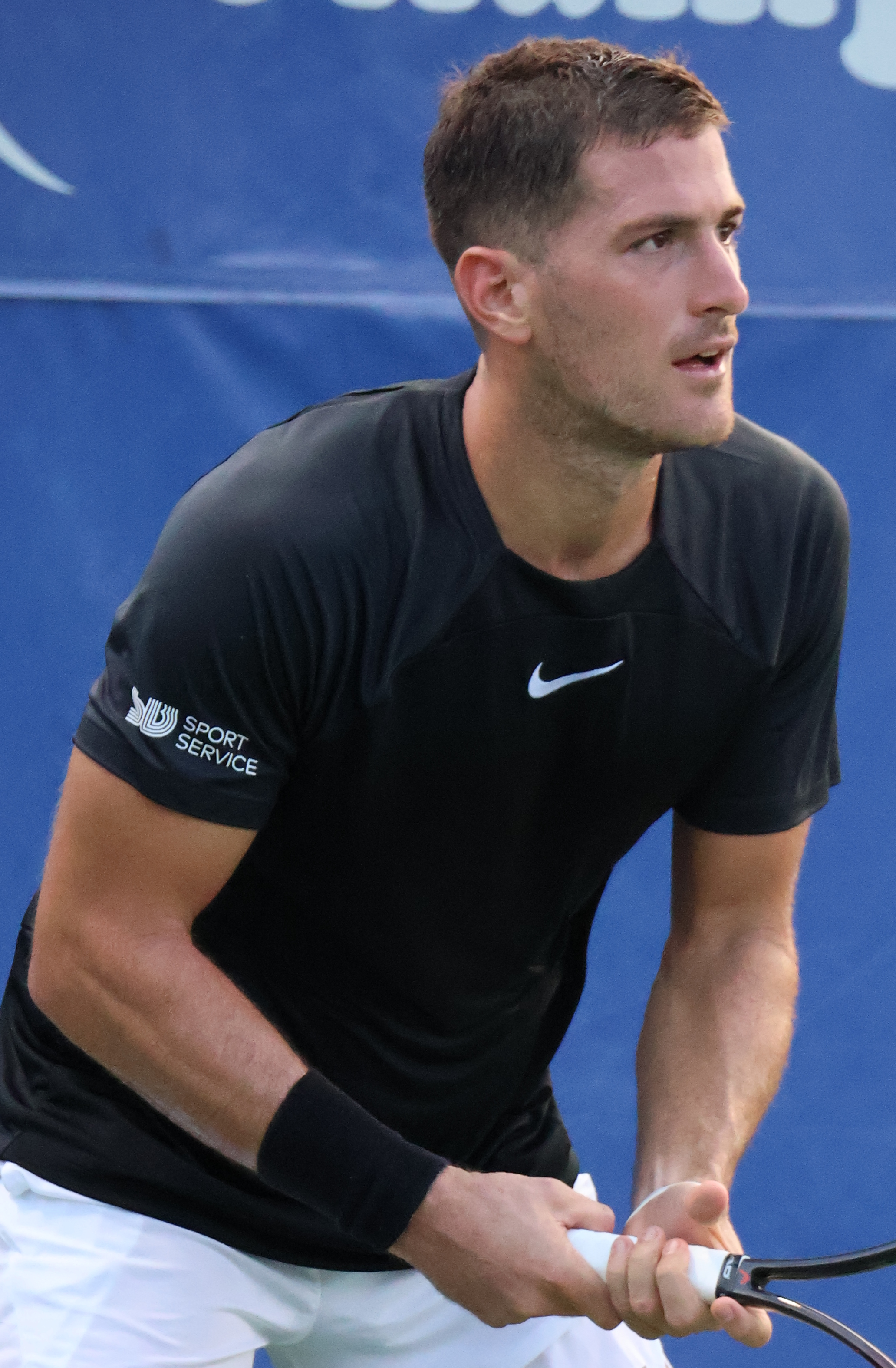
Federico Gómez

- Cristian Gentile - Escritor, periodista. Coordinador de Talleres Literarios (Viaje al Horizonte).
- Dora Acosta - Escritora.
- Eduardo Atilio Paschetto - Escritor, periodista. Miembro Fundador de la Asociación Civil Arte y Cultura de Merlo. Fue coordinador del Taller Literario y de la Revista Arte y Cultura. - (Narraciones a Mansalva). Creador del Archivo Histórico de Merlo.
- Emilio Núñez Ferreiro - Escritor. expresidente de la Asociación Civil Arte y Cultura de Merlo. (Historias en sepia - Bar Landrove, novela).
- Marta Zubieta - Escritora (trazar el círculo, El palco de la vida y otros) (fall.)
- Alberto Fernández (Furnita) - Escritor. Coordinador de Taller Literario - (El cuento de nunca acabar - Bésame otra vez, Ingrid - novela).
- Antonio Aliberti - Escritor y poeta (fall.)
- Néstor Rubén Calós - Escritor. Coordinador de Talleres Literarios. Miembro de la Asociación Civil Arte y Cultura de Merlo.
- María Julia Lejtneker - Escritora - Investigadora de la historia (Conviviendo con cinco generaciones-Parque San Martín).
- Alberto de la Mano - Investigador histórico de S.A. de Padua - Miembro del Instituto Belgraniano.
- Dr. Aldo Capece - Escritor, historiador, músico. Columnista de la Revista Arte y Cultura de Merlo - (Yo peronista - Merlo Mío).
- Eduardo Delbono - Empresario/locutor y periodista nacional. Trabajó en Canal 2 (América TV y Canal 7).
- Edgardo Devita - Locutor, conductor de televisión, escritor. (Imberbes, esos estúpidos que gritan).
- Mariano Hamilton - Periodista, escritor - (Cercano Oeste).
- Sabina Balderrama - Periodista- Directora del Diario comunal (Panorama Regional) de Merlo.
- Dr. Alberto Pascual - Fotógrafo artístico - Miembro de la Asoc. Civil Arte y Cultura de Merlo (fall.)
- Víctor De Rossi - Fotógrafo artístico - Coordinador del Área de la Asociación Civil Arte y Cultura de Merlo.
- Alberto Regojo - Fotógrafo artístico - Coordinador del Área de la Asociación Civil Arte y Cultura de Merlo.
- Celina Del Carmen Olea, nacida en Famaillá el 15 de febrero de 1897, radicada en el Barrio Samoré desde la década de 1960. Con 119 años de edad, la señora Olea sería la persona más longeva del mundo.[54][55]
- Hugo José Passi - Escritor - Historia de los 100 años del Club Atlético Ferrocarril Midland.
- Ángel Sebastián Carabajal - Baterista de Katango.
- Hugo José Passi - Escritor - Historia de los 125 años de la Sociedad Italiana de Merlo.
- Sergio Rondina - Exfutbolista y entrenador.
- Juan Ramírez - Futbolista.
- Emanuel Mammana - Futbolista.
- Rodrigo Aliendro - Futbolista.
- Leyes - Músico y empresario.[56]
- Marcelo Rondina - Periodista deportivo.